# Chicago Bears
Los Chicago Bears (en español, Osos de Chicago) son un equipo profesional de fútbol americano de los Estados Unidos con sede en Chicago, Illinois. Compiten en la División Norte de la Conferencia Nacional (NFC) de la National Football League (NFL) y disputan sus encuentros como locales en el Soldier Field.
El equipo fue fundado en Decatur en 1920 con el nombre de Decatur Staleys y es junto a los Arizona Cardinals una de las dos únicas franquicias fundadoras de la American Professional Football Association (APFA, posteriormente NFL) que todavía permanecen en la liga. Los Staleys se trasladaron a Chicago en 1921 y adoptaron la denominación de Bears un año después.
Los Bears son uno de los equipos más laureados de la NFL. A lo largo de su historia han ganado un total de nueve títulos nacionales (ocho campeonatos pre-Super Bowl y una Super Bowl), cuatro títulos de conferencia y diecinueve títulos de división. Son el equipo con más números retirados de toda la NFL y el que cuenta con más miembros en el Salón de la Fama del Fútbol Americano Profesional.

## Historia

### 1920-1939: Fundación y primeros años
La organización que finalmente se convirtió en Chicago Bears, los Decatur Staleys, fue originalmente concebida por la empresa de almidón alimenticio A. E. Staley de Decatur, Illinois en 1919 como el equipo de la empresa. Este fue el comienzo típico de muchas de las primeras franquicias profesionales de fútbol americano. La compañía contrató a George Halas y Edward Sternaman en 1920 para dirigir el equipo, y se les dio el control total del equipo en 1921.
El 17 de septiembre de 1920, 13 representantes de equipos, incluido el que representan al equipo de Halas, se juntaron en Canton para formar una nueva liga de fútbol americano. El interés de la venta de entradas y la coronación de un campeón anual, decidieron crear la American Professional Football Association (luego renombrada National Football League en 1922). El 3 de octubre de 1920, los Staleys jugaron su primer partido de NFL.  Los registros oficiales del equipo y de la liga citan a Halas como fundador de la franquicia cuando se hizo cargo del equipo en 1920, convirtiéndose en miembro fundador de la NFL.
George Halas, en ese entonces jugador-entrenador de los Decatur Staleys de A. E. Staley, fue uno de los impulsores de esta reunión, que dio a luz a lo que ahora es la NFL. En la primera temporada como parte de la Asociación, los  Staleys ganaron 10 partidos, pero perdieron el primer campeonato de liga contra Akron Pros, quienes finalizaron la temporada invictos (8 victorias y 3 empates). No hubo una programación oficial en la temporada de 1920, lo que explica la diferencia en la cantidad de partidos jugados esa temporada.

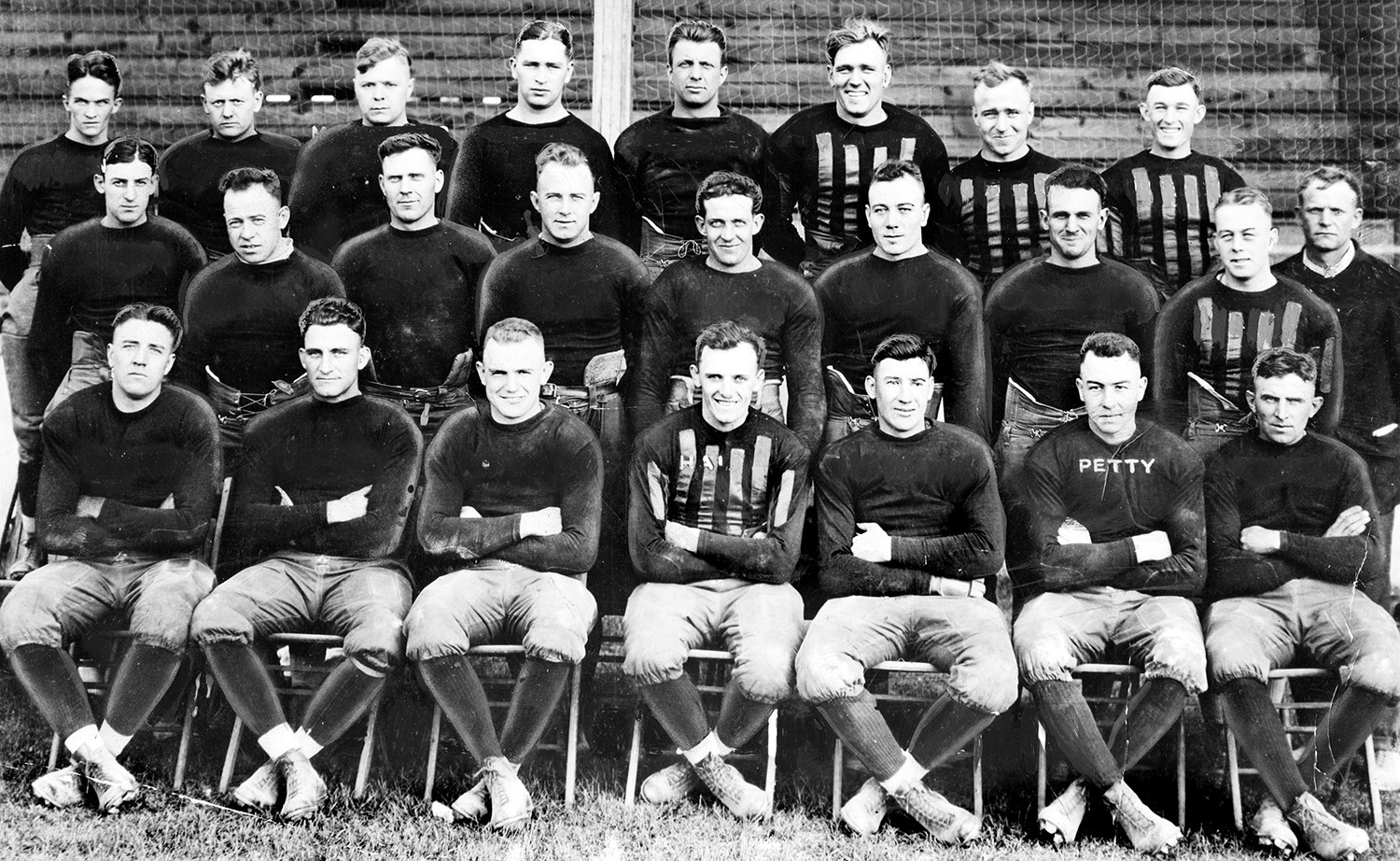
Decatur Staleys temporada 1920

Los Staleys y los Cardinals se dividieron la serie de 1920 con el equipo local ganando en cada uno. En la victoria de los Cardinals 7-6 sobre los Staleys, en su primer encuentro de la temporada, cada equipo anotó un touchdown en una recuperación de balón suelto, con los Staleys fallando su intento de punto extra. Los Staleys de 1920 de George Halas cosecharon, en general, 10 partidos ganados, 1 perdido y 2 empates, de los cuales 5 victorias, la derrota y ambos empates pertenecían a juegos de Liga. Los Akron Pros fueron los primeros campeones de Liga en 1920; finalizando la temporada con 8 victorias y 3 empates en la general, de los cuales 6 triunfos y 3 igualdades corresponden a partidos de Liga. Debido a que los Staleys habían perdido con Racine Cardinals (de Chicago) a principios de ese año, los Pros tenían la tranquilidad de que hasta con un empate se consagraban campeones; cumplieron con su parte y empataron 0-0 con Decatur Staleys en el cierre de la temporada. Aquella primera derrota de los Staleys frente a los Cardinals originó una rivalidad de larga data entre ambas franquicias.
De haber ganado los Staleys habría habido un triple empate entre los Staleys, los Pros y los Buffalo All-Americans (9 ganados, 1 derrota y 1 empate en la general; 4 victorias, 1 derrota y 1 igualdad en partidos de Liga), ya que cada equipo tenía una derrota. Es probable que cada equipo hubiera jugado más partidos para romper esa paridad en la parte superior de la tabla, dado que estaba permitido según las reglas de esa época.
En 1921 los Staleys se mudaron de Decatur a Chicago. Halas, a quien se le dio el equipo y 5 mil dólares para mantener el nombre de Staleys por otro año más, hizo la mudanza. En 1921, los Bears (conocidos por aquel entonces como Staleys) conquistaron su primer título de liga frente a los Buffalo All-Americans por 10-7.En 1922, Halas cambió el nombre del equipo a Bears para parecerse a los Chicago Cubs del béisbol, equipo que también jugaba en el Wrigley Field.

Durante los siguientes años, los Bears se clasificaron entre los equipos de élite en la NFL, pero nunca pudieron capturar un Campeonato de la NFL porque la liga no tenía un sistema de playoffs. En cambio, tenía una fórmula de programación algo controvertida, lo que llevó a posiciones dispares y campeones controvertidos. Lo más destacado de la década fue el movimiento sin precedentes de George Halas para firmar a Red Grange por $ 100,000 en 1925. En 1925, los estadounidenses consideraban negativamente el fútbol profesional, ya que a la mayoría de los estadounidenses les encantaba el fútbol americano universitario que consideraban un deporte puro. Halas, sin embargo, llevó a los Bears en un viaje por carretera de 17 juegos por todo Estados Unidos para destacar a Grange. La gira comenzó en el Día de Acción de Gracias en el Wrigley Field cuando los Cardenales de Chicago mantuvieron al Fantasma Galopante a solo 36 yardas en su debut profesional, los rivales de la ciudad lucharon por 0-0. Sin embargo, durante la gira que continuó hasta el 31 de enero, los Bears tuvieron un impresionante récord de 11–4–2.
Este viaje por carretera impresionó a muchos estadounidenses, aumentando las perspectivas de muchos equipos endeudados, como los New York Giants. Grange dejó a los Bears luego de una disputa contractual en 1926 y se mudó para establecer su propia liga, la primera encarnación de la American Football League. Esa liga se desapareció después de una temporada y los New York Yankees de Grange fueron admitidos en la NFL.Los  Bears terminaron la década (20) con una temporada perdedora cuando Halas se retiró como jugador y entrenador de los Bears y nombró a Ralph Jones como su sucesor no importando que los Bears tuvieran de regreso a Red Grange en 1929.
Los Bears de la década de 1930 son recordados por estar liderados por un feroz tándem de corredores (Bronko Nagurski y Red Grange), jugando cuatro veces en el recién establecido Juego de Campeonato de la NFL y ganando el título de liga dos veces.
Después de completar la temporada de 1930 con un récord de 9–4–1, los Bears y los Cardenales jugaron en el primer juego de fútbol americano en estadio cubierto (Indoor) el 15 de diciembre en el Estadio de Chicago en un juego de caridad para los afectados por la Gran Depresión. Debido a las limitaciones de tamaño del estadio, la longitud del campo de fútbol era de solo 80 yardas. Los osos vencieron a sus rivales de la ciudad 9-7.
En la temporada de 1932, los Bears y Portsmouth Spartans empataron en el primer lugar. Los equipos jugaron un juego de playoff de campeonato "no oficial", celebrado el 18 de diciembre en el Estadio de Chicago debido al mal clima. Los Bears ganaron el juego 9-0 y capturaron el Campeonato de la NFL ante 11,198 fanáticos. 
La popularidad del juego llevó a la NFL a instituir varios cambios en las reglas para la temporada de 1933, incluida la división de la liga en dos divisiones geográficas y el establecimiento de un juego de campeonato oficialmente programado para determinar el campeón de la NFL.
En 1933, George Halas volvió a entrenar a los Bears. Halas llevó a los Bears a ganar el primer título de la División Occidental y el primer Juego de Campeonato de la NFL. Los Bears nuevamente capturaron el campeonato en un juego para morderse las uñas contra los New York Giants,el marcador final fue 23–21 donde Red Grange realizó el último tackleo para que los Bears mantuvieran la ventaja.
En 1934, los Bears dominaron la liga y terminaron la temporada con récord 13-0, pero se les negó la perfección, perdiendo por un marcador de 30-13 ante los New York Giants en el Campeonato de la NFL, lo que se conoció como el "Sneakers Game."
Los Bears jugarían en el juego del Campeonato dos veces más en la década, perdiendo a ambos. En 1935 y 1936, los Bears fueron competitivos, pero no lograron clasificarse para el Juego de Campeonato. En 1937, los Bears hicieron un viaje de regreso al Campeonato de la NFL, pero se quedaron cortos cuando Sammy Baugh y los Washington Redskins ganaron con un marcador de 28-21. En 1938, los Bears se cayeron dramáticamente en el mapa de la NFL, con un récord de 6–5. Los Bears terminaron la década de los 1930 con una nota negativa, perdiendo dos veces ante los Green Bay Packers en 1939, recodando que es la rivalidad más añeja dentro de la NFL.
A fines de la década de 1930, George Halas y el entrenador de fútbol de la Universidad de Chicago, Clark Shaughnessy, colaboraron en un enfoque revolucionario de la ofensiva y la posición de mariscal de campo. El resultado fue la ofensiva de formación en "T" y la primera evolución del mariscal de campo moderno. Un esquema complejo que requería un jugador atlético con habilidades de decisión rápida llevó a Halas a reclutar al mariscal de campo de la Universidad de Columbia Sid Luckman. La "T" se menciona en el Himno de los Chicago Bears, "Bear Down, Chicago Bears", escrita después del campeonato de 1940 sobre Washington Redskins. "Nunca olvidaremos la forma en que emocionaste a la nación, con tu formación T ..."

### 1940-1949: Los «Monsters of the Midway»
Desde 1940 hasta 1946, los Bears fueron considerados una dinastía. En estos años, el apodo "Monsters of the Midway" se atribuyó por primera vez a los Bears. En este lapso, los Bears llegaron a 5 campeonatos de la NFL y ganaron 4 de ellos. Esto a pesar de que George Halas dejó temporalmente la organización para servir en la Segunda Guerra Mundial, desde 1943 hasta 1945.
En el Campeonato de la NFL de 1940, Halas presentó en su ofensiva la formación de "T", con Sid Luckman como mariscal de campo. Esta formación sorprendió y confundió a los Washington Redskins durante todo el partido, ya que los Bears ganaron con un demoledor 73-0 la victoria más abultada y que se mantiene como un récord de la NFL hasta el día de hoy. La formación "T" pronto se copió en las universidades y en los equipos profesionales.
En 1941, los Bears y los Packers lucharon por un empate de 10–1–0 por el primer lugar en la División Oeste. debido a que los equipos dividieron victorias en sus dos partidos de temporada regular, que resultó ser la única derrota de la temporada de cada equipo, se estableció un juego de playoff. Los Bears ganaron 33-14 a los Green Bay Packers, avanzando al juego de campeonato para derrotar a los New York Giants con un marcador de 37-9.
En 1942, los Bears comenzaron la temporada bastante antes de que Halas partiera para la Segunda Guerra Mundial, 45 jugadores de los Bears también se unieron al ejército, lo que resultó en una escasez de jugadores que casi llevó a los Bears a unirse con los Chicago Cardinals en 1943. Hunk Anderson y Luke Johnsos, dirigieron al equipo durante los próximos tres años hasta que Halas regresó. Los Bears terminaron la temporada regular 11-0 y jugaron contra los Washington Redskins en el juego de Campeonato. Los Redskins arruinaron el intento de los Bears de terminar con una temporada perfecta; al derrotarlos 14 a 6 en el juego de Campeonato y con ello también evitar que los Bears fueran tricampeones consecutivos de la NFL. 
En la temporada de 1943, los Bears dominaron la División Oeste detrás del QB Sid Luckman, quien lanzó para 433 yardas y siete touchdowns esa temporada en un solo juego contra los New York Giants. En el Juego de Campeonato de la NFL, los Redskins no fueron un desafío para los Bears, ya que la multitud de 34,320 espectadores en el Wrigley Field vio cómo los Bears ganaban 41–21 detrás de los cinco touchdowns de Sid Luckman y la carrera final de Nagurski.
El dominio de los Bears en la NFL tuvo una ligera caída, ya que los Bears tuvieron una temporada de 1944 mediocre y una temporada perdedora en 1945. "Papá Bear" Halas regresó a los Bears en 1946. Los Bears pudieron encontrar su vieja Magia de nuevo, con muchos jugadores regresando del servicio en la guerra, terminando la temporada regular con un récord de 8–2–1 para reclamar otro título de la División Oeste y un viaje de regreso al juego de Campeonato. Los Bears ganaron su último Campeonato de la década sobre los New York Giants, 24–14, ante una multitud récord de 58,346 espectadores en el Polo Grounds en Nueva York. Este fue el último Campeonato de los Osos para los próximos 16 años.
Durante este período de 34 temporadas, los Bears tuvieron un registro combinado de 237–224–9. Diecisiete de esas temporadas terminaron con un récord de .500 o mejor. De esas diecisiete temporadas, ganaron la División Occidental de la NFL dos veces. Además, se clasificaron para los playoffs solo cinco veces, mientras perdían el Campeonato de la NFL de 1956 y luego ganaban el Campeonato de la NFL de 1963. A pesar de estos años difíciles, jugadores como Gale Sayers y Dick Butkus prosperaron en sus carreras.
En 1947, los Bears tuvieron un comienzo lento al perder sus dos primeros juegos. Sin embargo, el equipo se recuperó y tuvo una racha de ocho victorias consecutivas para volver a la carrera por el primer lugar en la División Oeste. Después de perder ante Los Ángeles Rams 17–14 en el penúltimo juego de la temporada, los Bears y los Chicago Cardinals se enfrentaron en el juego final de la temporada, con el título de la División Oeste en la mira. A pesar de ser un juego en casa para los Bears en el Wrigley Field, los Cardinals ganaron por un marcador de 30–21 en camino al Campeonato de la NFL de 1947. En 1948, por segunda temporada consecutiva, los Bears organizaron otra gran temporada regular, pero se quedaron cortos ante sus rivales de ciudad. Los Bears tuvieron un récord de 10-2, pero perdieron un juego clave contra los Cardinals y perdieron nuevamente el Campeonato de la División Oeste.
En 1949, los Bears continuaron siendo uno de los mejores equipos de la NFL. Sin embargo, cayeron de nuevo en su intento de llegar al juego de Campeonato. El éxito de los Bears continuó en 1950 cuando comenzaron la nueva década con estilo al terminar la temporada regular con 9–3, lo cual fue lo suficientemente bueno para empatar la División Oeste con Los Ángeles Rams y jugar un partido de Playoff contra ellos. Sin embargo, los Bears no pudieron detener a la poderosa ofensiva de los Rams cayendo derrotados por marcador al son de 24-14 en Los Ángeles.

### 1950-1974
En 1951, los Bears tuvieron un excelente inicio de temporada al ganar cinco de sus primeros seis juegos. La magia se desvaneció en la segunda mitad al ganar solo 2 de sus últimos 6 juegos y terminar en el cuarto lugar en la conferencia con un registro mediocre de 7–5. En la temporada de 1952, la defensa de los Bears tuvo problemas durante toda la temporada, ya que permitieron 326 puntos y el equipo terminó por debajo de .500 por primera vez desde 1945, terminando en el quinto lugar con un récord de 5–7.
Los problemas continuaron en 1953 cuando la mayoría de sus superestrellas de la dinastía de la década de 1940 se retiraron, los Bears terminaron con un récord de 3–8–1 y por primera vez en la historia del equipo, los Bears tuvieron temporadas perdedoras consecutivas. Un hecho notable en la temporada de 1953 fue que el primer mariscal de campo afrodescendiente de la era moderna de la NFL, Willie Thrower, jugó en su primer y único juego contra los San Francisco 49ers. Al igual que la carrera de Thrower en la NFL, los problemas de los Bears duraron poco, En 1954 los Bears tuvieron un sólido registro de 8–4, lo suficientemente bueno para el segundo lugar en la división, pero no para una aparición en el juego del Campeonato.
En 1955, tuvo una récord de 8–4, nuevamente en segundo lugar, en este año el HC George Halas dejó nuevamente a los Bears. Halas se reemplazó a sí mismo con el exjugador de los Bears Paddy Driscoll. El éxito de Driscoll se destacaría en su primera temporada con el equipo. En 1956, Paddy Driscoll llevó a los Bears a armar una sólida temporada con récord de  9-2-1 y superó a los Detroit Lions medio juego para obtener la División Occidental de 1956. Sin embargo, la temporada mágica terminó amargamente ya que los Bears no fueron rival para los New York Giants en el juego de Campeonato de la NFL de 1956, ya que los Bears fueron derrotados por marcador de 47–7 en la ciudad de Nueva York. La magia de la temporada de campeonato fue corta, ya que en la temporada de 1957 los Bears cayeron desde el primer lugar de la división hasta por debajo de .500 con un récord de 5–7. Esto hizo que Halas despidiera rápidamente a Driscoll y volviera a las laterales.
En el regreso de George Halas la temporada de 1958, los Bears se recuperaron y compitieron por el título de la División Oeste durante toda la temporada, antes de fallar al final y terminar en un segundo lugar con un récord de 8-4, a un juego de distancia. Los Bears cerraron la década en 1959 con otra temporada de 8–4 que solo fue lo suficientemente bueno para el segundo lugar en la división. La década de 1950 dio paso a los grandes jugadores como Ed "The Claw" Sprinkle, Bill George, George Connor y Harlon Hill.
El final de la década también marcó la primera vez en la historia del equipo que los Bears no ganaron un Campeonato de la NFL durante una década. Esta fue una señal de la caída que los Bears estaban a punto de enfrentar. Halas, siempre el innovador resiliente, encontró a un joven asistente en George Allen. Allen, un entrenador joven incansable y orientado a los detalles, creó rápidamente innovaciones tales como libros de juegos gruesos para campos de entrenamiento, los primeros atisbos de planes engañosos y una investigación exhaustiva para el draft de la NFL. Con el apoyo de George Halas, Allen convirtió el draft en un golpe de suerte para el futuro talento del Salón de la Fama.
Los Bears comenzaron la década de 1960 como el único equipo en Chicago cuando los Cardinals decidieron mudarse a St Louis. En tanto la temporada de 1960, los Bears terminaron con un decepcionante récord de  5–6–1 en el 5.º lugar en la Conferencia Oeste de la NFL. En la temporada de 1961, los Bears se recuperaron de una temporada perdedora para terminar en el cuarto lugar de la conferencia con un récord de 8–6, mientras que el ala cerrada novato Mike Ditka tuvo un impacto instantáneo al acumular 1,076 yardas y 12 TD, y establecer un club récord para un novato con 56 recepciones, mientras que ganó el Premio al Novato del Año de la NFL. Los Bears también hicieron su primer viaje fuera de territorio estadounidense a Canadá para enfrentarse a los Montreal Alouettes de CFL (la franquicia original), y los Bears demostraron ser el mejor equipo, ganando 34-16. La temporada de 1962 trajo por segunda temporada consecutiva a un novato que tuvo un impacto inmediato con el equipo cuando Ron Bull ganó el Premio al Novato del Año de la NFL y los Bears terminaron en el tercer lugar en la Conferencia con un sólido récord de 9-5.
El éxito de los novatos de los Bears alcanzó un pináculo en 1963 cuando los Bears rompieron el dominio de los Green Bay Packers durante tres años en la División Oeste y la NFL al publicar un récord de 11-1-2. En el Juego de Campeonato de la NFL en Wrigley Field, los Bears jugaron contra los Nueva York Giants frente a 45,801 aficionados en una tarde escalofriante. Los Bears ganaron su octavo Campeonato de la NFL, 14–10 cuando Bill Wade anotó los dos touchdowns de los Bears. Sin embargo, la estrella del juego fue la defensa dominante de los Bears, que interceptó 5 veces a la estrella de los Giants el QB Y. A. Tittle.
La siguiente temporada, los Bears tuvieron un bajo rendimiento con récord de 5–9. Este mal desempeño llevó a Halas a buscar jóvenes talentos en el próximo Draft. Seleccionó el Draft de 1965 a "Kansas Comet" RB Gale Sayers (Primera Ronda, Cuarto Global) y al LB Dick Butkus (Primera Ronda, Tercero Global) para mejorar ambos lados del ovoide.
La temporada de 1965 demostró ser un año más en el que un jugador novato de los Bears tuvo un gran impacto cuando Gale Sayers ganó el Premio al Novato del Año de la NFL, mientras establecía un nuevo récord de la NFL con 22 anotaciones durante la temporada, permaneciendo aún como récord del equipo en la actualidad. Su temporada récord y toda su carrera tuvo si pináculo con una actuación de seis anotaciones ante los San Francisco 49ers en el Wrigley Field el 12 de diciembre del 65. El nuevo elemento ayudó a los Bears a terminar en el tercer lugar con un récord de 9–4–1. Sayers continuó sus éxitos ofensivos en 1966 con un récord de la NFL de 2,440 yardas totales, pero su éxito ofensivo no resultó en victorias y el equipo terminó con una temporada de 5–7–2. Mientras tanto, Mike Ditka se retiró del juego abruptamente al final de la temporada, insatisfecho con la falta de voluntad de Halas de gastar dinero en talento. Ditka se fue a Dallas y se convirtió en entrenador asistente de Tom Landry. La temporada de 1967 no solo vio el primer Super Bowl en la NFL, sino que también 47 años después de su primera temporada, George Halas (ahora de 72 años) se retiraría definitivamente de los Bears con un récord de 324 victorias en la NFL, que se mantuvo hasta 1993 cuando Don Shula rompió el récord. En la temporada final de Papá Bear, el equipo jugó de manera respetable con un récord de 7–6–1 y un segundo puesto en la División Central. Halas afirmó que no se retiró del entrenamiento debido a su edad, sino que debido a la antigua lesión en la cadera que había sufrido como jugador de béisbol le hacía casi imposible permanecer de pie durante los juegos.
El reemplazo de Halas fue Jim Dooley. En la primera temporada (1968) de Dooley al frente del equipo, los Bears terminaron con un récord de 7–7  sin embargo, el punto más bajo de la temporada no fue el desempeño mediocre, sino una lesión de rodilla que amenazaba con terminar la carrera  en la NFL a Gale Sayers, de la cual nunca se recuperó por completo. La década sin embargo se destacó con la temporada 1969. Después de la lesión de Sayers, el corredor de segundo equipo Brian Piccolo no creyó que mereciera el trabajo debido a la lesión. En lugar de tomar esta oportunidad con lo harían la mayoría de los jugadores, Piccolo que era una figura popular en el área de Chicago empujó y entreno juntia a Sayers durante toda la temporada baja para que Sayers pudiera volver a jugar football y competir con el nuevamente, Sayers volvió a la alineación, y Piccolo estaba de vuelta en el banquillo cuando comenzó la temporada. Sayers corrió para 1,000 yardas y ganó el Premio al Jugador de Regreso al Año de la NFL. Esta fue la última muestra de amistad entre Piccolo y Sayers, que eran amigos a pesar de las diferencias raciales dentro de la sociedad durante los años sesenta. Los Bears terminaron la temporada, incluso con el desempeño de Sayers, con el peor récord de franquicia de 1–13. Las esperanzas de los Bears empeoraron debido a que tuvieron que conformarse con la elección N.º 2 del siguiente draft donde querían reclutar al futuro miembro del Salón de la Fama, Terry Bradshaw. pero este fue seleccionado por Pittsburgh en el N.º 1.
El horror de la temporada llegó cuando Brian Piccolo comenzó a sufrir problemas respiratorios. Un médico del hospital reveló su peor miedo: Piccolo padecía cáncer de pulmón. El 16 de junio de 1970, tan solo 7 meses después de ser diagnosticado, Brian Piccolo perdió su batalla contra el cáncer de pulmón a la edad de 26 años. Los Bears respondieron con la creación del "Brian Piccolo Cancer Research Fund", que recauda dinero a través de varios eventos anuales para la investigación del cáncer. En noviembre de 1971, ABC estrenó la película para televisión titulada "Brian's Song". La película fue protagonizada por James Caan como Piccolo y Billy Dee Williams como Gale Sayers que detalla la amistad entre los dos corredores de los Bears. Una historia sincera y triste que evolucionó en una de las películas deportivas más queridas de todos los tiempos.
La década de 1970 comenzó con el fin de una era para toda la liga, especialmente para los Bears. El deporte, que una vez estuvo por detrás del  béisbol y el fútbol americano universitario en términos de popularidad, estaba comenzando a crecer enormemente desde la llegada del Super Bowl. Debido a esto, se necesitaron lugares más grandes para albergar a un número mayor de seguidores. La casa de los Cubs había sido la sede de los Bears durante casi 50 años; pero después de la fusión, la NFL requirió que en todos los estadios se tuviera capacidad para al menos 50,000 espectadores sentados. Los Bears jugaron por última vez en Wrigley Field el 13 de diciembre y ganarles a sus máximos rivales los Green Bay Packers (35–17). Al hacerlo, los Bears terminaron en 4.º lugar en la Central de NFC con un récord de 6–8.
La nueva sede de los Bears era otro estadio clásico El Soldier Field, construido en la década de 1920 como un memorial para los veteranos de la Primera Guerra Mundial, este estadio había sido el anfitrión de muchos grandes eventos deportivos, como Jack Dempsey contra Gene Tunney en 1927 y varios juegos de fútbol americano universitario, como los partidos anuales del Ejército y la Armada.
En su primer partido en casa en el Soldier Field, los Bears salieron victoriosos derrotando a los Pittsburgh Steelers (17-15). La victoria duró poco, ya que los Bears terminaron con récord 6-8, lo que llevó al despido del entrenador en jefe Jim Dooley. El nuevo entrenador Abe Gibron no comenzó su mandato los Bears de mejor forma. El equipo ocupó el último lugar en la división Central de la NFC con un récord de 4–9–1. La era bajo Gibron tuvo una caída más profunda durante la temporada de 1973 cuando el equipo terminó en el último lugar de nuevo con un récord de 3–11. Dick Butkus, quien había aterrorizado a los jugadores ofensivos enemigos se retiró después de ocho años por lesiones en las rodillas. La temporada de 1974 resultó ser la última de Gibron con los Bears, ya que el equipo terminó una vez más en el último lugar, esta vez con un récord de 4–10. La era de Gibron estuvo marcada con un registro combinado de 11–30–1 y como único recuerdo una aparición de Gibron en una producción de NFL Films en la que fue grabado cantando "Joy to the World", sin prestar atención al juego que se estaba desarrollando frente a él.

### 1975-1987: La era Walter Payton

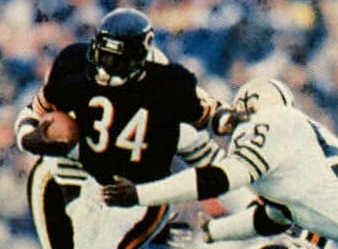
Walter Payton fue la estrella de los Bears entre 1975 y 1987.

En 1975, la reconstrucción de los Bears cayó en manos de Jim Finks. El nuevo mánager general contrató a Jack Pardee como nuevo entrenador jefe y eligió a Walter Payton en la primera ronda del Draft de 1975. Ambos movimientos no tuvieron un impacto inmediato ya que el equipo terminó la temporada con un 4-10 de balance. La serie de temporadas perdedoras terminó en 1976 con un récord de 7-7.
En su tercera temporada, Payton tuvo un año sobresaliente, corriendo para un récord del equipo de 1,852 yardas y teniendo un juego de 275 yardas, que se estableció como un récord en un partido y el mismo se mantendría durante las próximas dos décadas. Payton se llevó el Premio al Jugador Ofensivo del Año de la NFL y el Premio al MVP de la NFL. Detrás de Walter Payton, los Bears ganaron sus últimos seis juegos para terminar en segundo lugar con un récord de 9-5, lo que fue lo suficientemente bueno para jugar el "Wild Card Game" de la NFC. Sin embargo, los Bears sucumbieron en su primer partido de playoffs desde 1963, cuando los eventuales Campeones del Super Bowl, los Dallas Cowboys, los derrotaron 37-7 en Dallas. Al final de la temporada, el HC Pardee dejó a los Bears para tomar las riendas de los Washington Redskins.
Los Bears reemplazaron a Pardee con el coordinador defensivo de los Minnesota Vikings, Neill Armstrong. La primera temporada de Armstrong resultó ser un paso atrás de su aparición en los playoffs con un resultado de 7–9. Los Bears tendrían más éxito en la temporada de 1979, pero la tragedia golpeó al equipo cuando celebraban haber conseguido los playoffs. El 16 de diciembre, cuando los Bears ganaron un lugar en los playoffs en el último juego de la temporada con una victoria por 42-6 sobre los St. Louis Cardinals, el presidente del equipo George "Mugs" Halas Jr. murió de un ataque cardíaco masivo a la edad de 54 años. "Mugs", el hijo del legendario fundador de los Bears, George Halas, se había desempeñado como presidente desde 1953. Los Bears tuvieron que reagruparse rápidamente, ya que se enfrentarían a los Philadelphia Eagles en el "Wild Card Game" una semana después. Los Bears tenían una ventaja de 17-10 a inicio de la segunda mitad, solo para ver como los Philadelphia Eagles remontaban y se llevaban la victoria y el pase a la siguiente ronda con un marcador de 27-17. Los Bears no regresaron a los playoffs de nuevo bajo el mandato de Armstrong y en 1980, cayeron por debajo de .500 con un récord de 7–9. El 6 de octubre de 1980, Walter Payton rompió el récord de yardas totales de la franquicia que pertenecía a Gale Sayers con 9,462 yardas en su carrera. En el Día de Acción de Gracias en Detroit, Dave Williams regreso 95 yardas para un TD la patada de salida del tiempo extra, estableciendo un récord de la NFL para el final más rápido en OT (tiempo extra), y el 7 de diciembre los Bears le ganaros a los Green Bay Packers al son de 61–7, el mayor margen de victoria en la rivalidad Bears-Packers. Armstrong duró solo un año más con los Bears, terminando con un último puesto y un récord de 6-10. Fue despedido en la temporada baja.
A fines de la década de 1970, los cimientos estaban en su lugar, el gerente general Jim Finks estaba construyendo la base de un equipo de campeonato. El caza talentos Bill Tobin tenía una habilidad especial para encontrar talento pasado por alto en el draft de la NFL. El Coordinador Defensivo Buddy Ryan estaba comenzando a formular su revolucionaria "Defensiva 46". Al igual que con las innovaciones anteriores relacionadas con la formación en T con Clark Shaughnessy y las ideas creativas posteriores con George Allen, las piezas empezaron a encajar en su lugar para una temporada de campeonato.
A principios de 1982, George Halas convocó a Mike Ditka de regreso de Dallas y le ofreció el puesto de entrenador en jefe, que aceptó.
De 1982 a 1992, bajo el HC Mike Ditka, los Bears registraron un récord de 112-68. Después de George Halas, Ditka se convierte en el segundo entrenador de los Bears en registrar más de 100 victorias como entrenador. Además, los Bears ganaron 6 títulos de la División e hicieron tres viajes al juego de Campeonato de la NFC. El pináculo de esta era fue la temporada de los Bears de 1985, donde ganaron el Super Bowl XX.
La temporada de 1982 fue la primera temporada de Mike Ditka como entrenador en jefe de los Bears, y comenzó su programa de reconstrucción al seleccionar al QB Jim McMahon de la Universidad Brigham Young con la intención de ser el rostro de la franquicia. La temporada fue interrumpida por una huelga de jugadores y se redujo a nueve juegos. Como resultado, la NFL tuvo unos playoffs especiales con la participación de los ocho mejores equipos en ambas conferencias. Los Bears no se clasificaron para la postemporada, terminando en el 12.º lugar con un récord de 3–6. En la primavera de 1983, George Halas murió de cáncer de páncreas a la edad de 88 años. Fue el último fundador sobreviviente de la NFL. La muerte de Halas también trajo la adición de las iniciales "GSH" en la manga izquierda de los uniformes de los osos. En la segunda temporada de Ditka, los Bears mejoraron y terminaron con un récord de 8–8. Con el fallecimiento de Halas, su hija Virginia McCaskey y su esposo Mike McCaskey asumieron la propiedad del equipo. El draft de 1983 fue crítico, ya que vio llegar al núcleo del equipo a varios jugadores del campeonato de los Bears de 1985.
En 1984, Walter Payton rompió el récord de todos los tiempos de Jim Brown (lo que agradó a Brown, quien había amenazado con salir de su retiro si el corredor de los Pittsburgh Steelers, Franco Harris, rompía el récord: a Brown le disgustaba el juego de Harris en donde evitaba contacto con los defensivos y prefería salir del emparrillado). El récord de Payton se mantuvo durante dieciocho años hasta que fue roto por Emmitt Smith en 2002. Los Bears terminaron la temporada con un récord de 10–6 para ganar su primer Campeonato de la División Central de la NFC. A pesar de que los Bears ganaron la división, no tuvieron el juego de playoff en casa y tuvieron que jugar los Playoffs divisionales en el estadio JFK contra los Washington Redskins, en donde eliminaron a los Redskins por un marcador de 23-19 evitando que los mismos lograran aparecer por 3.ª vez consecutiva en el Super Bowl. Los Bears avanzaron al Campeonato de la NFC para jugar contra los  San Francisco 49ers. Los 49ers derrotaron a los Bears por marcador de 23-0 en su camino hacia un Campeonato del Super Bowl.
1985 es el año más celebrado en la historia de los Bears. En diferentes clasificaciones, los Bears del 85 han sido marcados como uno de los 5 mejores equipos de la NFL de todos los tiempos. Los Bears vencieron a los primeros doce de sus oponentes en la temporada, el diferencial de puntos en estos primeros 12 encuentros fue de 456 a 198.
Los Bears innovaron en la defensiva, el coordinador defensivo Buddy Ryan incorpora la "defensiva 46". La temporada llevó a los jugadores al centro de atención nacional, como William "The Refrigerator" Perry, Mike Singletary, Jim McMahon, Dan Hampton y Walter Payton. Durante la temporada, en la semana 3, McMahon tuvo espasmos en la espalda, y no inició el encuentro, los Bears estaban perdiendo contra los Minnesota Vikings, finalmente McMahon entró al terreno de juego y sorprendió a los Vikings, considerado "The Viking Miracle", en la Semana 9, los Bears destruyeron a los campeones 49ers al vencerlo 26–10, deteniendo Joe Montana 7 veces atrás de la línea de golpeo, los Bears se cobraron su venganza al enviar a Perry como fullback, al igual que hicieron los 49ers en el juego de campeonato de la NFC un año atrás pero en lugar de ser un simple bloqueador como McIntyre, Ditka lo utilizó como corredor. Los Bears también propinaron a los Dallas Cowboys su peor derrota en la historia de la franquicia hasta el momento en la Semana 11 con un marcador de 44-0 con este triunfo los Bears aseguraron la división. Posteriormente en el juego de la semana 12 en el Monday Night Football, los Bears sufrieron su única derrota, una derrota con marcador de 38-24 ante los Miami Dolphins, quienes al hacerlo mantuvieron su estatus como único equipo que ha tenido una temporada perfecta concluyendo con el Campeonato. Los Bears estaban divididos, ya que el HC Mike Ditka y el DC Buddy Ryan no estaban de acuerdo en los planes de juego. En el juego Divisional de Playoffs, los Bears jugaron contra los New York Giants, y los eliminaron al son de 21-0, en una tarde fría y ventosa. Los Bears se enfrentaron a Los Ángeles Rams en el Juego de Campeonato de la NFC. Este juego también fue una blanqueada, al terminar con un marcador de 24-0. Los Nuevos Monsters of the Midway avanzaron al Super Bowl XX.
En el Super Bowl XX, los Bears fueron marcados como favoritos en todas las apuestas para vencer a sus oponentes los New England Patriots. En la semana anterior al juego, Jim McMahon supuestamente hizo algunos comentarios controvertidos sobre las mujeres de Nueva Orleans que lo amenazaron de muerte, McMahon también se vio envuelto en varias preguntas con los reporteros por el informe de que sufría una lesión en su nalga así mismo la NFL estaba tomando medidas enérgicas contra las bandas que utilizaba en el cuello y la cabeza una de ellas de una marca registrada. Sin embargo, durante el juego, McMahon usó una banda en la cabeza que decía "Pete", en honor al ex comisionado Pete Rozelle. El Super Bowl XX tuvo una atmósfera de circo y obtuvo una gran audiencia televisiva y revirtió una disminución en la audiencia de la NFL durante los dos Super Bowls anteriores. Los Bears comenzaron a temblar cuando Walter Payton tuvo un balón suelto en territorio de los Bears que los Patriots recuperaron. En la siguiente posesión, los Patriots no pudieron avanzar y tuvieron que conformarse con un gol de campo, tomando una ventaja de 3-0. Sin embargo, la ventaja de los Patriots fue efímera, ya que los Bears contraatacaron al anotar los siguientes 44 puntos en un implacable paso sobre los indefensos Patriots, incluido un touchdown de "The Refrigerator". Los Bears ganaron el juego 46–10, estableciendo hasta ese momento como el Super Bowl con el mayor margen en puntos, el ala defensiva Richard Dent fue nombrado el Jugador Más Valioso del Super Bowl.
En 1986, la defensa de los Bears fue aún mejor que el año anterior donde solo permitió 187 puntos, los Bears ganaron otro título de la NFC Central con un récord de 14-2. El intento de los Bears de defender su título de Super Bowl recibió un golpe duro cuando su QB Jim McMahon sufrió una lesión como resultado de un golpe ilegal de Charles Martin defensa de los Packers. McMahon lanzó una intercepción y fue golpeado en el césped por Martin, lastimando el hombro y de paso terminar con la temporada del QB. Doug Flutie entró de relevo, pero demostró ser inefectivo ya que los Washington Redskins sorprendieron a los Bears en el juego divisional de Playoffs con marcado de 27–13. Un juego notable en el 86 fue el American Bowl inaugural, siendo el primer juego de los Bears fuera de Norteamérica, donde los Bears derrotaron a los Dallas Cowboys 17–6 en el estadio de Wembley.

A medida que avanzaba la década de 1980, los equipos comenzaron a descifrar gradualmente la "defensiva 46". Los coordinadores ofensivos se dieron cuenta de que era vulnerable a un juego de pases cortos, particularmente la ofensiva diseñada por Bill Walsh de los San Francisco 49ers  (más tarde denominada ofensiva de la costa oeste). Los Bears también fallaron en reemplazar a los jugadores titulares ya sea por envejecimiento o salida del equipo.
La temporada de 1987 trajo una huelga de un mes en la NFL que incluyó el uso de jugadores de reemplazo para tres juegos. La mayor distracción de los Bears en este año fue cuando el equipo seleccionó al mariscal de campo Jim Harbaugh en la primera ronda como un posible reemplazo para el propenso a las lesiones Jim McMahon. McMahon se sintió ofendido por esto y se peleó con Mike Ditka. Este último, tomó imprudentemente el lado de la liga durante la huelga, afectando las relaciones con sus jugadores. Incluso con los reemplazos, los Bears continuaron dominando la NFC Central, ganando su cuarto título consecutivo en la NFC Central y logrando un récord de 11-4 (la huelga dio lugar a una temporada de 15 juegos), pero terminó 1987 con una nota vergonzosa cuando el equipo fue apaleado por los San Francisco 49ers con un marcador 41–0 el 14 de diciembre. Sin embargo, el año fue recordado por el final de una era, ya que el jugador llamado "Dulzura" por muchos fanáticos de los Bears se retiró después de 13 temporadas donde solo se perdió un juego. En su gran carrera, Walter Payton corrió para establecer el récord de todos los tiempos para un corredor consiguiendo 16,726 yardas. Los Bears se clasificaron para el juego divisional de los playoffs contra los Washington Redskins en el Soldier Field. Los Bears tomaron una ventaja de 14–0 al principio solo para ver a los Redskins remontar la desventaja y terminar ganando el juego por marcador de 21–17. A medida que el tiempo en el partido se agotaba para los Bears y para la carrera de Payton, los Bears necesitan anotar un touchdown para remontar. El balón fue a las manos de Payton, quien intentó extender su carrera y la vida de los Bears esa temporada, pero en cuarta oportunidad fue empujado fuera de la cancha a una yarda del primero y diez, lo que permitió a los Redskins se consumieran el tiempo restante. Payton observó el resto del juego mientras se sentaba solo en el banco.

### 1988-2002: Declive progresivo
En la temporada de 1988, los Bears siguieron en buena racha, ganando su quinto título consecutivo de división con un récord de 12-4 y ganando la ventaja de local en todos los playoffs. En un juego de Playoffs divisional en la víspera de Año Nuevo, los Bears se enfrentaron a los Philadelphia Eagles, y al excoordinador defensivo Buddy Ryan en un juego que siempre será recordado como el "Fog Bowl". Al final del segundo cuarto, la niebla comenzó a ponerse cerca del lago Míchigan, y al comienzo del tercer cuarto, el Soldier Field estaba inmerso en una espesa niebla que hacía imposible ver el juego. Los Bears emergieron de la niebla con una victoria al son de 20-12. La victoria duró poco, ya que los Bears perdieron el juego de Campeonato de la NFC la semana siguiente 28–3 ante el eventual Campeón del Super Bowl los San Francisco 49ers.
La temporada de 1989 comenzó con un acuerdo que envió a Jim McMahon a los San Diego Chargers. El movimiento se realizó cuando McMahon perdió la confianza del HC Mike Ditka así como también la oficina principal de los Bears no confiaba en él por su comportamiento y repetidas lesiones. Esto le dio el puesto de QB a Mike Tomczak, quien ya había tenido tiempo de juego considerable ya que McMahon se perdía los juegos debido a las lesiones. El cambio en el mariscal de campo no ayudó a los Bears ya que terminaron con 6-10 perdiendo un sexto título consecutivo de división. Los Bears entraron en la temporada de 1990 recuperándose de una temporada 6-10 para terminar en el 1.er lugar con un récord de 11-5. Durante la temporada, el entrenador en jefe Mike Ditka obtuvo un estatus legendario cuando entrenó al equipo 10 días después de un ataque al corazón. El cambio en el sistema de playoffs causó que los Bears tendrían que jugar 3 veces en los playoffs para llegar al Super Bowl, el  juego de Comodines el número 3 de la NFC Los Bears contra el número 6 New Orleans Saints, los Bears ganaron el partido con marcador de 16–6, para avanzar a un partido de Playoffs División contra los New York Giants. Los Bears fueron vencidos 31-3 por el eventual Campeón del Super Bowl. Los Bears regresaron a los playoffs en 1991 con un récord de 11-5 en una temporada en la que Mike Ditka obtuvo su victoria número 100 como entrenador. Los Bears no ganaron la división, pero llegaron a los playoffs clasificándose como comodín. En la ronda de comodines, los Dallas Cowboys derrotaron a los Bears, 17–13, en Chicago. La temporada de 1992 vio el final de una era en Chicago. Los Bears sufrieron su peor récord con Mike Ditka como HC, terminando 5–11. Como resultado de esta temporada la era de Mike Ditka terminó cuando el presidente del equipo, Mike McCaskey, despidió a Ditka y contrató a Dave Wannstedt. El miembro del Salón de la Fama Mike Singletary se retiró también este año, quien fue nombrado Jugador Defensivo del Año de la NFL.
En la primera temporada de Wannstedt, los Bears terminaron con un récord de 7–9. Durante la temporada de 1993, los Bears jugaron su juego de franquicia número 1000 y lo ganaron con marcador de 6-0, contra los Atlanta Falcons en el Soldier Field. En la siguiente temporada, los Bears armaron una temporada de 9–7, y ganaron un viaje a los playoffs como comodín. En la ronda Wild Card, los Bears derrotaron al Campeón de la División Central de la NFC los Minnesota Vikings con marcador de 35–18. El éxito de los Bears no duró mucho, ya que fueron derrotados por el eventual Campeón del Super Bowl Los San Francisco 49ers al son de 44-15 en San Francisco. En la temporada de 1995, los Bears terminaron nuevamente con un récord de 9-7, pero se perdieron los playoffs debido a una derrota en común en un desempate con los Atlanta Falcons. En la temporada de 1996, los Bears dieron un paso hacia atrás bajo Wannstedt y terminaron en tercer lugar de la División con un récord de 7–9.
Los Bears retrocedieron aún más en la temporada de 1997, perdiendo sus primeros siete juegos hacia una temporada 4-12. Uno de los pocos puntos destacados de la temporada de 1997 fue que los Bears obtuvieron la victoria de la franquicia número 600 contra los Tampa Bay Buccaneers, convirtiéndose en la primera franquicia en lograr la hazaña. Los Bears tuvieron un contratiempo cuando su juego del 26 de octubre contra los Miami Dolphins fue postergado para el siguiente lunes por la noche, debido a que el Estadio Pro Player de Miami sería utilizado para el juego 7 de la Serie Mundial de 1997, pero los Bears esperaron y vencieron a los Miami Dolphins 36–33 en tiempo extra para obtener su primera victoria de la temporada.
La temporada de 1998 resultó ser la última para el entrenador Wannstedt, ya que los Bears terminaron nuevamente 4–12. Después de la temporada, Wannstedt fue despedido. Los Bears contrataron a Dick Jauron como su próximo entrenador en jefe.
La década terminó con la primera temporada de Jauron con récord  6-10. En el mismo año, Walter Payton murió a la edad de 45 años, uno de los mejores jugadores de los Chicago Bears y uno de los mejores corredores de la liga de todos los tiempos.
Los Bears comenzaron la temporada 2000 y la nueva década con una nota amarga. Después de perder sus primeros cuatro juegos, los Bears finalmente ganaron su primer juego de la temporada de visitante contra su histórico rival, los Green Bay Packers. Sin embargo, los Bears no pudieron aprovechar esa victoria y perdieron sus próximos tres juegos. Después de la semana de descanso, ganaron contra los Indianápolis Colts en la Semana 10. De los siete juegos restantes, ganarían 3 juegos. Aunque el equipo terminó la temporada 5–11, el apoyador novato Brian Urlacher fue nombrado Novato Defensivo del Año de la NFL.
Los Bears sorprendieron a la mayoría con una campaña de despegue en 2001. Esta fue la temporada más exitosa para Jauron con los Bears. Después de que perdieron su primer partido de la temporada ante el campeón de Super Bowl XXXV Baltimore Ravens 17–6 de visitante, los Bears ganaron sus próximos seis juegos. Dos de esos juegos los ganaron en tiempo extra, contra los San Francisco 49ers (37–31) y los Cleveland Browns (27–21). En ambos juegos, el Safety Mike Brown devolvió una intercepción en tiempo extra para touchdown. Desafortunadamente, los Green Bay Packers terminaron la racha de victorias en casa.
Afortunadamente, los Bears ganarían sus próximos tres juegos. Sin embargo, los Bears viajaron a Lambeau Field y fueron barridos por los Packers 17–7. Esa sería su última derrota de la temporada regular. Los Bears ganarían sus últimos cuatro juegos. Los Bears terminaron la temporada regular con un récord de 13-3. Esto los clasificó como el segundo lugar en la NFC y, por lo tanto, se ganó un bye de primera ronda en los playoffs.
En el juego de playoffs divisionales, los Philadelphia Eagles como visitantes ganaron el juego con un score final de 33–19. A pesar de que la temporada terminó con una nota agria, el corredor novato Anthony Thomas ganó el premio al Novato Ofensivo del Año de la NFL. Además, el entrenador Dick Jauron recibió el premio al entrenador del año.
Con el Soldier Field en proceso de renovación, los Chicago Bears tuvieron que jugar sus juegos en casa en la temporada del 2002 en la Universidad de Illinois en Urbana-Champaign en Champaign, Illinois (136 millas fuera de Chicago). Este fue también el año en que los texanos de Houston se unieron a la NFL y se hicieron reajustes en las divisiones de la NFL. Los Bears se unieron a los Leones, los Packers y los Vikingos en la recién formada NFC Norte. Los Tampa Bay Buccaneers dejan la Central de la NFC para unirse a la NFC del Sur. Los Bears incluso adquirieron al exmariscal de campo de los Steelers, Kordell "Slash" Stewart. A pesar de comenzar la temporada 2-0, el equipo estaba plagado de lesiones y perdieron sus próximos ocho partidos. Los Bears finalmente consiguieron su tercera victoria del año en casa contra los Leones. Los Bears perderían cuatro de los cinco partidos restantes de la temporada. Los Bears terminaron la temporada con un récord de 4-12.
Para la temporada de 2003, los Bears pudieron regresar a su recientemente renovado Soldier Field (también conocido como Soldier Field II), y el equipo también debutó con su nueva mascota, Staley Da Bear. Sin embargo, la mediocridad continuó cuando los Bears terminaron la temporada con un récord de 7–9.
Los Bears comenzaron la temporada con un récord de 1–4 en la Semana 5. Kordell Stewart perdió su puesto de titular luego de que los Bears perdieron sus próximos dos juegos de visitante. Chris Chandler fue nombrado su nuevo mariscal de campo. Sin embargo, Chandler terminó jugando solo 4 juegos; ganando los primeros 2 y perdiendo los segundos 2. Esto le permitió a Kordell Stewart reclamar su puesto de titular; Y jugó los siguientes tres juegos ganando 2.
Mirando hacia el futuro, los Bears permitieron al mariscal de campo novato Rex Grossman comenzar los últimos tres juegos de la temporada. Grossman trajo las victorias de los Bears en sus últimos dos partidos en casa. Al final, la última demostración de talento no fue suficiente para salvar el trabajo de Dick Jauron y terminó siendo despedido de los Bears.
Esta década posterior a Ditka vio un esfuerzo desigual para recuperar el estilo de Halas y forjar nuevas ideas. Dos entrenadores y varios esquemas iban y venían. Además, esta era se vio empañada por un "carrusel de mariscales de campo", donde el trabajo inicial cambió año tras año. La contratación del GM Jerry Angelo en 2001, después de 14 años de trabajo con los Tampa Bay Buccaneers, se consideró una señal esperanzadora.

### 2003-presente: Nuevo Soldier Field y más dificultades
Con Lovie Smith (el excoordinador defensivo de los St. Louis Rams) como su nuevo entrenador, los Bears hicieron planes para su campaña de 2004. Desde la contratación de Lovie, todos los movimientos de personal realizados por el GM Jerry Angelo tuvieron un éxito abrumador. Bajo Lovie Smith, los Bears tuvieron un récord acumulativo de 63-49, que incluye dos victorias en playoffs y dos derrotas en playoffs, una de las cuales fue Super Bowl XLI.
En su año inaugural, los Bears terminaron su campaña de 2004 con 5–11. Como el primer objetivo de Lovie Smith fue derrotar a su rival histórico, los Green Bay Packers en el Lambeau Field en la Semana 2(21-10). Sin embargo, para la Semana 7, los Bears tenían un pobre registro de 1-5, con la única victoria contra Green Bay en gran parte debido a que perdieron al mariscal de campo titular Rex Grossman por una lesión de rodilla que terminó con su temporada la misma sufrida en el juego de visitante en la semana 3 ante los Minnesota Vikings.  A partir de entonces, pasaron por tres mariscales de campo diferentes: Craig Krenzel, Jonathan Quinn y Chad Hutchinson. Después de una modesta racha de tres victorias consecutivas de la Semana 8 a la 10, los Bears coronaron la racha en su victoria de la Semana 10 (19–17) sobre los Tennessee Titans en tiempo extra con un "SAFETY". Esa fue la segunda vez en la historia de la NFL que un juego terminó en tiempo extra por "SAFETY". Después, los Bears perdieron seis de los siete juegos restantes.
En 2005, después de ir 3-2 en la pretemporada (con Rex Grossman sufriendo una fractura de tobillo en su derrota de pretemporada ante los St. Louis Rams), los Bears nombraron al novato QB Kyle Orton su titular, y su temporada regular comenzó mal. Los Bears comenzaron la temporada con un récord de 1–3. Ni siquiera un descanso en la Semana 4 pudo ayudarlos, porque en la Semana 5, los Bears perdieron un duro partido de visitante ante Trent Dilfer y los Cleveland Browns 20–10.
Después del inicio 1–3, los Bears tuvieron una racha de ocho victorias consecutivas, que comenzó con dos partidos en casa contra Minnesota 28–3 y los Ravens 10–6. En un partido en casa en la Semana 10, los 49ers intentaron un gol de campo de 52 yardas cuando el tiempo expiraba en la primera mitad y el viento sopló en el Soldier Field, el intento quedó corto pero Nathan Vasher, que estaba en la zona de anotación. Regresó ese gol de campo fallado para 108 yardas y consiguió el touchdown, esta es la jugada de touchdown más larga en la historia de la NFL en ese momento, la misma fue repetida por el propio Devin Hester de Chicago casi exactamente un año después. La racha de ocho victorias terminó con un derrota de visitante ante los Pittsburgh Steelers (21-9).
Los Bears cerraron la temporada con un récord de 2-2. En la semana 15, ganaron su último partido de temporada regular en casa contra los Atlanta Falcons con un score final de 16-3. Durante el juego, el entrenador Lovie Smith reemplazó a Kyle Orton con un Rex Grossman completamente sano. En la semana siguiente, los Bears se afianzaron en la división con una actuación dominante en Lambeau Field el día de Navidad (la primera vez que los Bears jugaron en Navidad). Por primera vez desde 1991, barrieron a los Packers; También obtuvieron el título de la División Norte de la NFC. Los Bears terminaron la temporada regular con un récord de 11-5, suficiente para el segundo lugar en la NFC y descansar la primera ronda en los playoffs. Además, Lovie Smith recibió los honores de Entrenador del Año de la NFL.
En el juego de playoff divisional de la NFC, los Carolina Panthers derrotaron a los Bears 29–21, terminando la temporada de los Bears. El receptor de las Panteras, Steve Smith, tuvo 12 recepciones para 218 yardas y dos touchdowns. La ofensiva de los Panthers desmanteló a la defensa mejor clasificada de los Bears. Los Bears tuvieron la última oportunidad de forzar el tiempo extra, pero en cuarta y una por avanzar un pase de Rex Grossman dirigido a Muhsin Muhammad cayó incompleto con menos de un minuto para jugar.
Los Bears comenzaron la temporada 2006 ganando sus primeros siete juegos, marcando su mejor comienzo desde la temporada 1988. Los Bears comenzaron la temporada estableciendo una fuerte ofensiva al mando de un saludable Rex Grossman. Grossman, quien estuvo inactivo la mayor parte de sus primeras tres temporadas debido a lesiones, obtuvo el "Premio al Jugador Ofensivo del Mes de FedEx" con una calificación de pasador de 100.9 durante el primer mes de la temporada. Durante uno de los juegos, Grossman lanzó cuatro anotaciones y obtuvo un índice de pasador de 148. La defensa de los Bears también llegó a los titulares, lo que permitió a los Bears superar a sus oponentes, 221–69 durante los dos primeros meses de la temporada.
Sin embargo, los Bears mostraron un atisbo de mortalidad durante este período. Después de derrotar a los Buffalo Bills 40–7, los Bears viajaron a Glendale, Arizona, para enfrentarse a los Cardinals, donde Grossman cometió seis pérdidas de balón. Con menos de veinte minutos para el final, los equipos especiales y de defensa de los Bears lograron una remontada que le permitió al equipo superar un déficit de 20 puntos y ganar el juego, 24–23. Después de derrotar a los 49ers por marcador de 41-10 donde los Bears anotaron 41 puntos en la primera mitad, Grossman tuvo otro rendimiento espantoso contra los Miami Dolphins (que rememoró el juego de la temporada de 1985), donde los Bears perdieron 31–13, la mayor cantidad de puntos que el equipo permitió esa temporada. El equipo se recuperó con una buena actuación contra los New York Giants, en la que Devin Hester empató el récord de regreso de gol de campo fallado más largo de Nathan Vasher el año anterior, luego vino una victoria más sobre los Jets de Nueva York.
Los Bears luego viajaron a Foxboro, Massachusetts, donde Grossman y la defensa de los Bears sufrió contra los New England Patriots. A pesar de tener la oportunidad de ganar el juego, Grossman lanzó una intercepción al final del juego a Asante Samuel, los Bears fueron derrotados 13-17. La semana siguiente, la defensa y los equipos especiales de los Bears se alzaron a lo grande, después de un juego difícil, contra los Vikings 23–13. La victoria aseguró su segundo título consecutivo en la NFC Norte y un lugar en los playoff. El equipo comenzó a retomar su ritmo durante los siguientes tres juegos, incluido un juego en el que Devin Hester devolvió dos patadas para touchdowns contra los St. Louis Rams, y un buen partido de tiempo extra contra los Buccaneers donde Grossman lanzó para más de 300 yardas. La temporada terminó con un mal sabor de boca cuando los Packers derrotaron a los Bears 26–7, en el partido final de la temporada regular, con Grossman dejando un índice de pasador de cero.
Los medios locales comenzaron a criticar a Grossman por sus inconsistentes actuaciones y defectos. Muchos fanáticos pidieron a Lovie Smith que cambiara a Grossman a favor del veterano mariscal de campo Brian Griese. Sin embargo, Smith, que había apoyado a Grossman durante la temporada, optó por mantener a Grossman como titular del equipo. Los Bears se prepararon para enfrentarse a los Seattle Seahawks por segunda vez, quienes tenían de regreso a un saludable Shaun Alexander. Antes del juego, Smith anunció la creación de "Fourth Phase", que involucraba el uso de los fanáticos como soporte y tener una ventaja de local. En un día nublado a lo largo del lago Míchigan, los Bears derrotaron a los Seahawks, 27–24, con un gol de campo de Robbie Gould en tiempo extra. La victoria fue la primera de playoffs para los Bears desde 1994.
La semana siguiente, los Bears se enfrentaron a los New Orleans Saints en el Campeonato de la NFC, marcando la primera aparición en el Campeonato de la Conferencia para los Saints. La defensiva de los Bears paro a la ofensiva mejor clasificada de los Saints, mientras que los corredores Thomas Jones y Cedric Benson de los Bears explotaron la carrera para casi 180 yardas y tres touchdowns. Los Bears derrotaron a los santos, 39-14. La victoria permitió a los Bears reclamar el Trofeo George Halas y el derecho a representar a la Conferencia Nacional de Fútbol en el Super Bowl XLI contra los Indianápolis Colts. Además, Lovie Smith se convirtió en el primer entrenador afrodescendiente en llevar a su equipo a un Super Bowl. Esta hazaña fue igualada horas después por su mentor y amigo, Tony Dungy, de los Colts.
Los Bears entraron al Super Bowl XLI desfavorecidos en las apuestas por siete puntos. En medio de un clima lluvioso, los Bears tomaron la ventaja más rápida en la historia del Super Bowl después de que Devin Hester regresó el Kick off inicial del juego para un regreso de touchdown. Aunque los Bears ampliaron su ventaja con un touchdown, los Colts respondieron para tomar una ventaja al medio tiempo. Las esperanzas de los Bears de un regreso fueron casi frustradas cuando Grossman lanzó una intercepción que fue devuelta para un touchdown. En última instancia, los Colts derrotaron a los Bears, 29-17. Después de una temporada productiva, los Bears regresaron a Chicago con la esperanza de replicar su éxito el próximo año.
El éxito no se produjo en 2007, lo que hizo que los Bears lucharan durante la temporada y terminaran 7–9. Los problemas legales afectaron al tackle defensivo Terry "Tank" Johnson durante la primavera, y fue cortado por los Bears el 25 de junio. El coordinador defensivo Ron Rivera también fue retirado después de que su contrato con el equipo expiró. Después de que los Bears comenzaron la temporada con un récord de 1–3, Lovie Smith sentó a Grossman y Griese tomo su lugar. Sin embargo, las lesiones devastaron el roster de los Bears, lo que resultó en múltiples actuaciones inconsistentes en defensa y ofensiva. El equipo terminó la temporada con un récord de 7–9, un juego detrás de los Detroit Lions. En el lado positivo, los Bears barrieron a los Packers por primera vez desde 2005, incluyendo una victoria de 35–7 en la Semana 17.
En 2008, Lovie Smith nombró a Kyle Orton como el mariscal de campo titular del equipo. El equipo corto a Cedric Benson después de dos arrestos relacionados con el alcohol. Benson fue remplazado por el corredor novato Matt Forte, quien corrió para 1,238 yardas y atrapó 47 recepciones para 438 yardas. El equipo registró una gran victoria en la Semana 1 en una revancha del Super Bowl XLI contra los Colts en el Lucas Oil Stadium 29–13. Los Bears publicaron un récord ganador nuevamente, con nueve victorias y siete derrotas, sin embargo, Chicago terminó siendo un juego detrás del eventual Campeón de la NFC Norte, Minnesota Vikings, y no pudo clasificarse para los playoffs luego de perder 31–24 ante los Houston Texans en la Semana 17.
Durante la temporada baja de 2009, Rex Grossman se convirtió en agente libre y dejó al equipo, firmando con los Houston Texans. Los Bears luego intercambiaron a Kyle Orton con los Denver Broncos a cambio del QB Jay Cutler también dio a los Broncos 2 primeras selecciones del draft y una tercera. La temporada regular comenzó con una victoria prometedora, ya que Cutler lanzó 4 pases de touchdown contra los Green Bay Packers en la Semana 1. Los Bears arrancaron con un récord de 3–1, incluida una victoria en la Semana 2 sobre los campeones defensores del Super Bowl, los Steelers, pero las cosas se derrumbaron rápidamente después de la semana de descanso, con los Bears perdiendo ocho de los siguientes diez juegos, incluida una derrota ante los San Francisco 49ers, donde Cutler lanzó cinco intercepciones, la mayor cantidad de su carrera, incluida una al final de juego en zona roja con menos de un minuto restante en el juego. Una derrota por 31–7 ante los Baltimore Ravens en la semana 15 los eliminó matemáticamente de los playoffs, pero el equipo logró cerrar el año ganando los últimos dos partidos contra los Minnesota Vikings (una victoria de tiempo extra de 36–30) y los Detroit Lions (37–23). ) para terminar 7–9.
En la siguiente temporada baja, los Bears firmaron los jugadores Pro Bowler Julius Peppers, Chester Taylor y Brandon Manumaleuna En la semana 1, fueron anfitriones de los Leones y ganaron 19–14 después de una polémica llamada. posteriormente los Bears viajaron a Dallas y vencieron a los Dallas Cowboys con marcador de 27–20. El lunes por la noche en la semana 3, los Packers llegaron a la ciudad del viento y perdieron 20-17 gracias a una gran cantidad de castigos que cometieron 18 en total, lo que puso a los Bears con marca de 3-0. Sin embargo, eso terminó en la Semana 4 cuando el equipo sufrió una derrota por 17-3 ante los New York Giants de visita. Jay Cutler capturado varias veces y sufrió una conmoción cerebral. El mariscal de campo veterano Todd Collins reemplazó a Cutler, pero también salió lesionado rápidamente del partido. El mariscal de campo de tercer equipo Caleb Hanie terminó jugando el resto del encuentro.
Después de la derrota en la semana 4, los Bears lograron una fácil victoria sobre los Carolina Panthers antes de caer nuevamente con marcador de 23–20 ante los Seattle Seahawks. Los problemas a la ofensiva especialmente en su línea cobraron la segunda derrota consecutiva en casa cuando los Redskins ganaron 17–14 en la Semana 7. Después de la semana de descanso, el coordinador ofensivo Mike Martz trabajó para renovar la ofensiva y compensar la falta de protección de su línea ofensiva. Después de esto, vencieron fácilmente a los Minnesota Vikings por marcador de 27–13, seguidos de una victoria en Miami por 16-0 la cual fue la victoria número 700 en la historia de los Bears en la NFL.
En la semana 12, los Bears fueron los anfitriones de Filadelfia por segunda temporada consecutiva y ganaron 31-27, al tiempo que conservaban el récord perfecto de la franquicia contra el QB Michael Vick (quien después de este juego tuvo un récord de 0-5 contra los Bears). Después de vencer a los Detroit Lions, Los Chicago Bears sufrieron un colapso total en el Soldier Field contra Nueva Inglaterra en una tormenta de nieve (los New England Patriots ganaron 36-7).
La semana siguiente los Bears siguieron con su inconsistente temporada 2010. El techo del Hubert H. Humphrey Metrodome en Minnesota se había derrumbado la semana anterior, los dos equipos tuvieron que jugar en el TCF Bank Stadium estadio de la Universidad de Minnesota en medio de un frío clima invernal. A pesar de que los Minnesota Vikings eran locales, no eran un equipo preparado para jugar al aire libre y Chicago los derrotó fácilmente con un marcador de 40–14. Fue aquí donde Brett Favre jugó su último partido de la NFL  debido a que en una jugada fue tackleado y su cabeza golpeó el suelo congelado y sufrió una conmoción cerebral, terminando así una carrera de 20 años que incluyó 297 aperturas consecutivas.
Los Bears regresaron a casa y vencieron a los Jets 38–34 en un tiroteo antes de viajar a la "Tundra Congelada" de Lambeau Field para la Semana 17.  Los Green Bay Packers debían ganar para pasar a los playoffs, Lovie Smith decidió jugar con los jugadores titulares de Chicago y ejecutar jugadas básicas nuevamente la ofensiva de los Bears desapareció y solo logró un gol de campo, Los Green Bay Packers ganaron con marcador de 10–3  y aseguraron un lugar a los playoffs como comodín, algo que los Bears lamentarían, aunque el lugar de playoffs de los Bears no fue alterado por la derrota en Green Bay (ya habían conseguido el sembrado número 2 de la NFC y un descanso en la primera ronda con su récord de 11-5 temporada regular), esta incapacidad de sacar a Green Bay de los playoffs les costaría caro.
A lo largo de la temporada, la ofensiva de los Bears se clasificó entre las últimas diez de la NFL, y el equipo dependió principalmente de los equipos especiales (Devin Hester regresando despejes) y una defensa formada a la antigua escuela, pero efectiva, comandada por el DE Julius Peppers (adquirido de Carolina durante la temporada baja) y el LB Brian Urlacher.
Después de que los Seattle Seahawks dieran la sorpresa al garnar el título de división con un récord de 7–9, se dirigieron a Chicago en la ronda divisional. Sin embargo y para mala fortuna de los Seahawks no hubo repetición de la semana 6. En una tarde de invierno gris y cubierta de niebla, Jay Cutler lanzó dos pases de touchdown  y con esto los Bears vencieron a su oponente 35–24 para avanzar al Campeonato de la NFC.
Mientras tanto, los Packers derrotaron a los Eagles y los Falcons en los playoffs para dirigirse al Soldier Field en lo que fue la segunda vez que se diera este encuentro en playoffs (la primera fue en 1941). Para sorpresa de todos, Green Bay Packers tomo una temprana ventaja mientras la ofensiva de Chicago no carburaba. Durante el tercer cuarto, Jay Cutler tuvo una lesión en la rodilla y fue reemplazado por Todd Collins pero no duro mucho en el juego. El QB Caleb Hanie entró al juego e intentó remontar, pero fue golpeado por la defensa de los Packers, lanzó una intercepción fatal que fue atrapada por el tackle nariz B.J. Raji y la regresó para un touchdown. Aunque posteriormente Hanie conectó un pase de TD de 35 yardas, la defensa de Green Bay se mantuvo para ganar el juego 21–14, avanzar al Super Bowl XLV y finalmente ganar el campeonato.
Jay Cutler fue criticado y culpado tanto por fanáticos así como jugadores por el final desastroso de la temporada mágica de los Bears, algunos fanáticos quemaron las camisetas de Cutler.  Los críticos argumentaron que no mostró ningún indicio de que su lesión de rodilla fuera lo suficientemente grave como para mantenerlo fuera del juego y que había estado montando una bicicleta de ejercicios durante el resto del juego. Sin embargo, los Bears y varios jugadores defendieron a Cutler.
En el 2012, el gerente general Jerry Angelo fue despedido después de 11 temporadas con el equipo. Durante las entrevistas para el puesto de GM del equipo, los Bears consideraron al director de escauteo Marc Ross de los New York Giants, al director de personal de los San Diego Chargers Jimmy Raye III, al director de personal de los New England Patriots Jason Licht, y al director de escauteo de los Kansas City Chiefs, pero quien fue contratado fue alguien interno de la franquicia Phil Emery.
El coordinador ofensivo Mike Martz se retiró y fue reemplazado por el entrenador de línea ofensiva Mike Tice. El primer movimiento de Emery como gerente general fue darle a Matt Forte la etiqueta de jugador franquicia así como la adquisición del Jugador Más Valioso del Pro Bowl Brandon Marshall de los Miami Dolphins, para darle más armas a Jay Cutler. 
A lo largo de los primeros siete juegos de la temporada 2012, los Bears se convirtieron en el primer equipo en la historia de la liga en devolver seis intercepciones para touchdowns, pero se quedaron cortos del récord establecido por los San Diego Chargers de 1961. Sin embargo los Bears no pudieron avanzar a los playoffs, los Bears se convirtieron en el primer equipo en comenzar la temporada 7–1 y no avanzar a los playoffs desde los Washington Redskins de 1996, Love Smith fue despedido y fue remplazado por el entrenador en jefe de los Montreal Alouettes, Marc Trestman. El 20 de marzo de 2013, la era de Brian Urlacher también llegó a su fin cuando él y los Bears no llegaron a un acuerdo sobre un nuevo contrato.
La era Trestman comenzó con una victoria por 24-21 sobre los Cincinnati Bengals, Trestman se convirtió en el cuarto entrenador en jefe de la historia de la franquicia en ganar su debut como entrenador en jefe, después de George Halas (1920), Neill Armstrong (1978) y Dick Jauron (1999). En su primera temporada, Trestman ayudó a llevar a los Bears a tener a una de las mejores ofensivas en la historia de la franquicia, concluyendo el 2013 con la segunda ofensiva en cuanto puntos en la NFL con 445 puntos y rompiendo récord de equipo en yardas totales (6,109), yardas por pase (4,450), pases de touchdown (32) y primeros intentos (344). A la inversa el 2013 también fue uno de los peores años defensivos en la historia de Bears, ya que permitió 6,313 yardas permitidas así como 2,538 yardas por tierra y puntos con 478, mientras que también clasificó como la peor defensiva de la NFFL por tierra al permitir un total de 5.35 yardas terrestres por acarreo. Esto llevaría a que los Bears terminaran con récord  8–8 en su primera temporada bajo Trestman, siendo eliminados de los playoffs por los Green Bay Packers en el juego final de la temporada.
En 2014, los Bears lucharon y terminaron la temporada 5–11. Trestman y Emery fueron despedidos al final de la temporada. El 8 de enero de 2015, los Bears contrataron al director de personal de los New Orleans Saints, Ryan Pace, como gerente general. El 16 de enero de 2015, contrataron a John Fox como su nuevo entrenador en jefe. En la primera temporada de Fox como entrenador en jefe, los Bears mejoraron a un récord de 6-10, que incluyó una victoria el día de Acción de Gracias sobre los Packers en Lambeau Field. En 2016, sin embargo, los Bears se vieron afectados por lesiones en múltiples posiciones, incluido el de mariscal de campo, ya que cayeron a un récord de 3-13. El récord fue el peor en la historia del equipo desde la expansión de la NFL a un calendario de 16 juegos. Después de que Jay Cutler se lesionó, Brian Hoyer fue el QB titular para el equipo hasta que sufrió una fractura en el brazo, lo que llevó a que el mariscal de campo Matt Barkley jugara. Ninguno de los tres mariscales de campo regresó para la temporada 2017.
En el Draft de la NFL de 2017, ascendió en el orden del draft para seleccionar al mariscal de campo Mitchell Trubisky 2.ª selección global, que fue suplente del mariscal de campo recién firmado Mike Glennon durante los primeros cuatro juegos antes de asumir el control total del equipo. Los Bears terminaron la temporada 5–11 y nuevamente finalizaron en el último lugar de la NFC Norte. El 1 de enero de 2018, Fox fue despedido, finalizando su permanencia en Chicago con un récord de 14–34. Una semana después, el coordinador ofensivo de los Kansas City Chiefs, Matt Nagy, fue contratado para convertirse en el entrenador número 16 en la historia de los Bears.
El 2 de septiembre de 2018, los Bears intercambiaron 2 selecciones de primera ronda del draft (2019 y 2020) a los Oakland Raiders a cambio del ala defensiva / apoyador Khalil Mack. En la temporada 2018, Chicago regresó a la postemporada por primera vez desde 2010, ganando la NFC Norte. Sin embargo, la temporada de los Bears terminó durante la ronda de comodines con una derrota ante los Philadelphia Eagles luego de que el pateador Cody Parkey tuviera el potencial gol de campo ganador que resultó bloqueado, lo que provocó que la patada rebotara en el poste de la "H" dos veces y los Bears nuevamente fueran eliminados.
La temporada 2018 también vio renacer la defensa bajo el coordinador defensivo Vic Fangio se encargó de dirigir a un grupo talentoso de jugadores como el LB Khalil Mack, el LB Roquan Smith selección de primera ronda del draft 2018 (octava general), el S Eddie Jackson selección de cuarta ronda del draft 2017 y mantener a los Chicago Bears siempre dentro de margen ganador en cualquier juego de la temporada 2018.

## Símbolos

### Logos
El club ha tenido pocos logos oficiales a lo largo de su historia. Cuando el equipo fue conocido como Decatur Staleys en 1920, usaron el logotipo de A. E. Staley, ya que el fútbol tenía la intención de ayudar a promover la compañía.
El primero logo se introdujo a principios de la década de 1940 con un oso corriendo con un balón de fútbol, este fue el primer logo utilizado por un equipo de americano. 
El siguiente logotipo mostraba un oso azul marino sobre un balón de fútbol. El equipo mantuvo este logo hasta 1962, cuando el equipo introdujo por primera vez el logotipo de la "C".
El cambio en su logotipo del oso azul marino sobre un balón se debió a la incorporación de logotipos en los cascos, que los equipos de fútbol profesional comenzaron a agregar a fines de los años cincuenta y principios de los sesenta, en el caso de los Bears este cambio llegó en 1962.
A diferencia de algunas franquicias de la NFL que han tenido muchos logos diferentes en los cascos, los Bears han mantenido la "C" durante más de 40 años. La "C" apareció por primera vez en los cascos en 1962 siendo BLANCA (La "C" tiene el mismo tipo fuente que la 'C' usada en las gorras de béisbol de los Rojos de Cincinnati, y se parece mucho a la Universidad de Chicago Maroons logo introducido en 1898). 
En 1974, el equipo decidió mantener el mismo logotipo en "C", pero cambiar el color del mismo de blanco a naranja con un borde blanco. Este es el logo actual; sin embargo, el club ha experimentado con algunos logos alternativos a lo largo de la última década, incluido un oso azul marino dentro de una "C" naranja, introducido en 1995, y una cabeza de oso naranja, introducida en 1999.

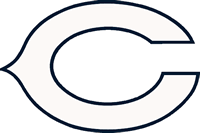
Logo utilizado en el caso de (1962–1973).
Logo actual de los Chicago Bears desde 1974.

### Himno
Bear Down, Chicago Bears es el himno o canción de guerra de los Chicago Bears la misma es reproducida en el Soldier Field cada vez que el equipo anota.
La canción fue escrita en 1941, un año después de que los Bears blanquearan a los Washington Redskins por 73-0 utilizando la formación "T" creada por George Halas.
El autor de la canción es Jerry Downs.
```
      Bear Down, Chicago Bears
      Make every play clear the way to victory
      Bear Down, Chicago Bears
      Put up a fight with a Might so fearlessly
      We´ll never forget the way you thrilled the nation
      with your "T" Formation
      Bear Down, Chicago Bears
      And Let them Know
      why you´re wearing the crown!
      you´re the pride and joy of illinois,
      Chicago Bears!
      Bear Down!!!
```

Si quieres escucharla ve a los Enlaces externos donde esta el enlace con la música.

## Estadios

### Antiguos terrenos de juego
- Staley Field (1920)
- Wrigley Field (1921-1970). Los Bears comenzaron a jugar en Wrigley en 1921 cuando el equipo aún era conocido como Chicago Staleys y el campo se llamaba Cubs Park.  En los inicios del fútbol americano profesional, el equipo necesitaba un lugar para jugar, el fundador de los Bears, el entrenador y propietario George S. Halas realizó un acuerdo (handshake) anual con los presidentes de los Chicago Cubs, William Veeck Sr. y P.K. Wrigley, que daba derecho a los Bears jugar sus partidos de locales cada otoño en Wrigley Field. Halas escribió en su autobiografía que a cambio de permitir que los Bears jugaran en el estadio de béisbol, los Chicago Cubs recibirían el 15% de las ganancias de las ventas de boletos y las concesiones, a menos que las ganancias de las entradas excedieran los $10,000, en cuyo caso los Chicago Cubs obtenían el 20%. Halas negoció que los Bears se quedaran con todas las ganancias que procedían de la venta de los programas de juegos. Pero una de las restricciones de los Chicago Cubs era que los Bears tenían que abrir la temporada todos los años jugando de visitante, puesto que los Chicago Cubs necesitaban el estadio para los juegos de baseball hasta septiembre.[25]  La creciente popularidad del equipo y del deporte mismo llevó a un hacinamiento constante de aficionado en el estadio. Las gradas portátiles y las sillas plegables se apiñaban en cada espacio disponible para acomodar a los espectadores. La proximidad entre los jugadores y aficionados en Wrigley Field fomentó un nivel único de conexión entre ambas partes, los Bears obtuvieron muchos éxitos como resultado de esto ganando un total de ocho campeonatos mientras estaban en Wrigley Field.[26]
- Champaign Memorial Stadium (2002). Durante la remodelación del Soldier field los Osos de Chicago jugaron en el estadio de la universidad de Illinois durante la temporada del 2002.

### Soldier Field

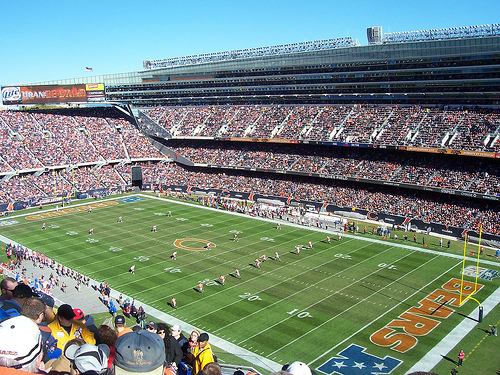
El Soldier Field, casa de los Bears desde 1971.

Los Bears juegan sus partidos como locales en el Soldier Field. El estadio se encuentra en Lake Shore Drive y aunque es famoso por ser la sede de los Bears, tiene una larga historia como sede eventos de naturaleza deportiva, cívica y religiosa. El estadio fue inaugurado el 9 de octubre de 1924 con el nombre de Municipal Grant Park Stadium. Un año después cambió su nombre a Soldier Field para honrar a los soldados estadounidenses fallecidos en la Primera Guerra Mundial.
Los Chicago Bears no lo utilizaron como anfitriones hasta 1971, ya que las nuevas reglas de la NFL establecieron que sus equipos tenían que jugar en estadios con capacidad para más de 50.000 espectadores y el aforo del Wrigley Field no llegaba a esa cifra. El Soldier Field no albergaba partidos de football profesional desde la marcha de los Chicago Cardinals a San Luis en 1959. El Chicago Park District, entidad propietaria del estadio, aprobó la mundanza e inició una serie de obras para adecuar el recinto a los estándares de la NFL.
En 2001 se anunció un plan para reconstruir el estadio que comenzó al año siguiente. El plan requería una demolición del interior y al mismo tiempo preservar el exterior del estadio. Los escritores y conservacionistas no estaban muy impresionados con los planes de renovación. Se volvió a abrir el 27 de septiembre de 2003 tras una reconstrucción completa (la segunda en la historia del estadio).

## Jugadores en el Salón de la Fama "HoF"
Los Chicago Bears tiene 28 exjugadores en el Salón de la Fama del Fútbol Profesional (HoF), más que cualquier otro equipo de la NFL, incluidos los Green Bay Packers que tienen 25 exjugadores y son el segundo lugar. A continuación la lista de jugadores en el HoF que ha hecho de los Bears una de las franquicias más famosas en la historia de la NFL:
NOTA: Solo se cuentan como jugadores que tuvieron una carrera exclusiva en los Chicago Bears o jugaron la mayor parte de su carrera en los Chicago Bears o sus mejores logros fueron como miembros de los Chicago Bears.

| Nombre                 | Posición                        | Clase | All-Pro | Años                      | Reseña | Foto |
| ---------------------- | ------------------------------- | ----- | ------- | ------------------------- | --- | ---- |
| George Halas           | end                             | 1963  | 1       | 1920-29                   | Nativo de Chicago que jugó en Crane e Illinois, Halas fue uno de los padres fundadores de la NFL y ganó 324 juegos y seis títulos de la NFL en 40 temporadas como entrenador en jefe. Como jugador, fue nombrado para el equipo de la NFL de la década de 1920. Su regreso de 98 yardas de un balón suelto de Jim Thorpe para un touchdown en 1923 fue un récord de la NFL que se mantuvo hasta 1972. Su número 7 está retirado con los Chicago Bears |      |
| Harold "Red" Grange    | running back/defensive back     | 1963  | 3       | 1925, 1929-34             | Una estrella en Wheaton y un fenómeno en Illinois, el "fantasma galopante" ayudó a legitimar el Fútbol Americano profesional cuando firmó con los Bears en 1925.En una disputa con los Bears, se fue para formar su propia liga, la AFL, pero solo duró una temporada. Grange regresó a los Bears en 1929 como su sólido corredor y defensivo hasta 1934. Una persona modesta, Grange nunca alababa sus habilidades, sino que simplemente siguió sus instintos en el campo. Fue el héroe que ganó el juego de Campeonato de la NFL en 1933 con un tackle en los segundos finales del juego. |      |
| Bronko Nagurski        | fullback                        | 1963  | 4       | 1930-37, 1943             | El devastador corredor y bloqueador que también lanzó pases de touchdown en los juegos de campeonato de la NFL de los años 1932 y 1933 y anotó el touchdown del título en 1943. Se convirtió en el campeón mundial de peso pesado de lucha profesional durante sus cinco años que no jugó con los Bears antes de regresar como tackle izquierdo en 1943. |      |
| George Trafton         | center                          | 1964  | 6       | 1920-32                   | Nativo de Chicago y miembro original de los Decatur Staley. El producto de Notre Dame fue el primer centro en centrar con una mano. También uno de los primeros defensores en jugar cobertura de pase. En un lapso de tres años (1919-21), jugó en los equipos de campeonato bajo los entrenadores Knute Rockne y George Halas. |      |
| Ed Healey              | end                             | 1964  | 4       | 1922-27                   | La compra de Healey a Rock Island por parte de George Halas por $100, el mismo precio que pagó para unirse a la liga, fue la primera compra de jugadores en la historia del fútbol profesional. Y valió la pena. Con el tamaño y la velocidad que tenía Healey de 6-1, 207 libras fue considerado el mejor tackle en el fútbol americano a principios de la década de 1920. Halas lo llamó "el tackle más versátil de todos los tiempos". |      |
| Roy "Link" Lyman       | tackle                          | 1964  | 5       | 1926-28, 1930-31, 1933-34 | Link Lyman se unió a los Chicago Bears durante la famosa gira a campo traviesa Barnstorming como estrella defensiva, se le atribuye a Lyman ser el pionero en realizar ajustes en la línea de golpeo previo a la jugada. En 1934, Lyman ayudó a preservar una temporada regular invicta cuando recuperó un balón suelto en el último minuto para mantener la victoria 10-9 contra los Giants. Los Bears se fueron 13-0, pero fueron derrotados por los Gigantes en el juego de campeonato. |      |
| Danny Fortmann         | guard                           | 1965  | 6       | 1936-43                   | Una selección de novena ronda en el primer draft de la NFL, Fortmann se convirtió en un guard de primer nivel. Los Bears tuvieron un récord 72-19-2 en las ocho temporadas en que jugó. Obtuvo su título de médico en la Universidad de Chicago mientras jugaba para los Bears. En 1943, era un médico residente en un hospital de Pittsburgh y viajaba a Chicago un día antes de cada partido. Los Bears ganaron su tercer campeonato de la NFL con él en las trincheras. |      |
| Paddy Driscoll         | running back                    | 1965  | 6       | 1926-29                   | George Halas llamó a Driscoll, un nativo de Evanston, "el mejor atleta que he conocido". Driscoll era un corredor, pasador, regresador, pateador y dominaba la patada "drop kick": con 51 goles de campo en su carrera, incluidos dos de 50 yardas. Driscoll jugó para los tres equipos de Chicago; Decatur Staleys (1920), Chicago Cardinals (1920-1925) y los Chicago Bears (1926-1929). Fue 4 veces primer equipo All-Pro, regresó a los Bears como entrenador de backfield en 1941. Driscoll fue nombrado entrenador en jefe de los Bears en 1956 por dos temporadas, ganando el campeonato de la división occidental de la NFL ese mismo año con marca de 9-2-1. |      |
| Sid Luckman            | quarterback                     | 1965  | 5       | 1939-50                   | El dominio de Luckman de la formación en "T" provocó que los Bears tuvieran un dominio sin precedentes en la década de 1940. Fue el jugador más valioso en el campeonato de 1943, cuando estableció un récord de la NFL de pases de touchdown (28, incluyendo siete en un juego) y lanzar para 2,194 yardas. Luckman fue el líder de todos los tiempos de los Bears en yardas de pases con 14,686 y pases de touchdown 137 hasta que ambas marcas fueron eclipsadas por Jay Cutler. Con Luckman en los controles los Chicago Bears ganaron 4 campeonatos de la NFL. |      |
| Clyde ‘Bulldog’ Turner | center/defensive tackle         | 1966  | 8       | 1940-52                   | Fue un poderoso bloqueador y un gran jugador versátil. Devolvió una intercepción para un touchdown en el partido de campeonato de 1940 donde derrotaron a los Redskins 73-0. Lideró la NFL con ocho intercepciones en 1942. Tuvo también un touchdown de 48 yardas en su única corrida en la NFL |      |
| George McAfee          | running back/defensive back     | 1966  | 3       | 1940-41, 1945-50          | El tremendamente versátil y generador de grandes jugadas, McAfee en su primer juego de la NFL tuvo una corrida de 44 yardas en un engaño de patada de despeje, un regreso de patada inicial de 93 yardas y una corrida de touchdown de nueve yardas además lanzó un pase de touchdown de ocho yardas. Su promedio de 12.8 yardas en regreso de patadas de despeje sigue siendo un récord de la NFL. También tuvo 25 intercepciones, 17 balón sueltos forzado y 13 recuperaciones de balón suelto en una carrera de 75 juegos. |      |
| Joe Stydahar           | Defensive & Offensive tackle    | 1967  | 6       | 1936-42, 1945-46          | La primera selección del draft de los Bears, sexta global en el draft de 1936 procedente de West Virginia, fue una estrella ofensiva y defensiva en los equipos de campeonato de 1940, 1941 y 1946. Stydahar fue el jugador más votado el equipo All-NFL de 1937. Fue oficial de artillería en la Segunda Guerra Mundial antes de regresar a los Bears. |      |
| Bill Hewitt            | Tight End / Defensive End       | 1971  | 4       | 1932-36                   | Un jugador no reconocido de Míchigan, con estatura de 5-11, 190 libras fue considerado el mejor Tight End de la NFL en la década de 1930. Hewitt tenía los brazos más largos entre los corredores, tackles, receptores y bloqueadores en aquella época. Jugaba sin casco. Conocido por bloquear las patadas y atacar al mariscal de campo antes de que los sacks se convirtieran en una estadística. |      |
| Bill George            | linebacker                      | 1974  | 8       | 1952-65                   | Seleccionado en la segunda ronda del draft de la NFL en 1951, Bill George comenzó como un guardia medio en lo que entonces era un frente defensivo estándar de cinco hombres. Fue considerado el primer verdadero apoyador central en el juego de fútbol en 1954 y se convirtió en un All-Pro perenne. George tuvo la tendencia de golpear el centro justo después del snap así como retirarse de la línea permitiéndole interceptar y bloquear pases, de ahí el comienzo del frente defensivo 4-3. Tuvo 18 intercepciones y 15 recuperaciones de balón suelto. También pateó cuatro goles de campo e hizo 14 de 15 puntos extra. Llamó las jugadas defensivas desde 1956 hasta 1962. George fue responsable de liderar la defensa de los Bears en el juego del Campeonato de la NFL de 1963. Se convirtió en jugador-entrenador cuando se lastimó en 1965. Su número 61 está retirado con los Bears. |      |
| George Connor          | linebacker/ Ofensive Tackle     | 1975  | 5       | 1948-55                   | Connor, una estrella de "De La Salle" y "Notre Dame" recibió honores All-American tres veces en su carrera universitaria, "convirtió el liderazgo y la inteligencia del fútbol en una de las mejores carreras de nuestro tiempo" dijo George Halas después de que Connor se retiró a los 31 años en 1955 por una lesión en la rodilla. Apoyador con 236 libras y 6-3" de estatura, pero también se destacó en la ofensiva como tackle. Fue parte del equipo de campeonato de la NFL en los años 1946-1947 |      |
| Gale Sayers            | running back                    | 1977  | 5       | 1965-71                   | El corredor más emocionante y elusivo de la NFL cuando ingresó a la liga en 1965, tuvo un registro de novato de 22 anotaciones. Marcó 48 anotaciones en sus primeros 50 juegos. Tuvo un récord de seis anotaciones en regreso de patada inicial. Incluso después de una devastadora lesión de rodilla en 1968, Sayers lideró a la NFL corriendo (1,032 yardas, 4.4 en promedio, ocho anotaciones) a la siguiente temporada. |      |
| Dick Butkus            | linebacker                      | 1979  | 7       | 1965-73                   | Butkus, estrella de la Chicago High School y la Universidad de Illinois, fue la tercera selección global en el draft de la NFL en 1965. También reclutado por los Denver Broncos en el draft de la AFL, Butkus decidió firmar con su equipo local y fue una fuerza inmediata en la NFL. La bien merecida reputación de Butkus como uno de los jugadores más mezquinos y brutales en la historia de la NFL a menudo opaca el hecho de que era un apoyador increíblemente instintivo y que era un tackleador de libros de texto, tenía un olfato para detectar quien y donde estaba el balón. Recuperó 25 balones sueltos (tercero en la historia de la NFL) y tuvo 22 intercepciones. |      |
| George Blanda          | quarterback/kicker              | 1981  | 1       | 1949-58                   | Una selección de draft se 12.ª ronda (119 en total) en el draft de 1949, Blanda fue el mariscal de campo titular de los Bears en 1953 y 1954 con poco éxito. Tuvo una mejor carrera en Chicago como pateador con 541 puntos y un récord de la NFL con 156 PAT consecutivos. Se retiró en 1959 después de la muerte de su padre, pero volvió a jugar 16 años como mariscal de campo / pateador para Houston y Oakland. |      |
| George Musso           | tackle/guard                    | 1982  | 3       | 1933-44                   | Musso, un nativo de Collinsville y producto de Millikin, un jugador universal en ambos lados del balón, George Musso tuvo una carrera de 12 años con los Chicago Bears desde 1933-1944. Jugó tanto de guardia ofensivo como en guardia medio defensivo. Fue conocido como "Moose" por su gran tamaño con 260-270 libras y con 6-2 " de estatura, fue el Bear con más peso en sus primeras seis temporadas con el equipo, fue un compañero de equipo jovial, popular y el ancla de la línea ofensiva de los equipos de campeonato de los Bears en 1940, 1941 y 1943. Lo que sobresale de Musso es que es el único jugador en la historia de la NFL que jugó contra dos Presidentes de los Estados Unidos como jugador universitario, una vez contra Ronald Reagan en 1929 y luego Gerald Ford en 1935. Apareció en tres Pro Bowls, (1939-1941) y fue el capitán de los Bears durante nueve años.       |      |
| Doug Atkins            | defensive end                   | 1982  | 8       | 1955-66                   | Originalmente seleccionado por los Cleveland Browns en la primera ronda del Draft de la NFL de 1953, Doug Atkins jugó sus primeras dos temporadas con los Browns, incluido el juego del Campeonato de la NFL de 1954. Fue canjeado a los Chicago Bears por una selección de tercera ronda y sexta ronda en el draft de 1956 de la NFL. Resultó ser lo mejor que le pasó a los Bears cuando Atkins se convirtió en el líder de una unidad defensiva letal. Con una estatura de 6-8 ", le encantaba batear los pases en la línea de golpeo y saltar sobre los bloqueadores para llegar al mariscal de campo. Aun a la edad de 33 años, todavía era fuerte y fue seleccionado para 8 All-Pro, llevó a los Bears al campeonato de la NFL de 1963. |      |
| Mike Ditka             | tight end                       | 1988  | 4       | 1961-66                   | Un experto bloqueador, Ditka estableció nuevos estándares para alas cerradas al promediar 62 recepciones, 918 yardas, 14.8 yardas por atrapada y 7.5 touchdowns en sus primeras cuatro temporadas con los Bears. Novato del año de la NFL en 1961. El primer ala cerrada en el Salón de la Fama. |      |
| Stan Jones             | Ofensive guard/defensive tackle | 1991  | 3       | 1954-65                   | Jones, era exclusivamente un jugador ofensivo, pero cambió a la defensa exclusivamente bajo el entrenador de línea Joe Stydahar en 1963, cuando los Bears necesitaban reforzar su juego contra la carrera. Jones inicio tackle izquierdo defensivo para los campeones de la NFL en 1963. Se perdió solo dos partidos en sus primeras 11 temporadas. |      |
| Walter Payton          | running back                    | 1993  | 5       | 1975-87                   | Considerado por muchos como el mejor corredor de todos los tiempos en la historia de la NFL, "Sweetness" era un corredor físico, punitivo y duradero: un excelente bloqueador, receptor y compañero de equipo que siempre daba a sus linieros ofensivos el crédito que merecían. Payton estableció 16 récords en la NFL, incluidas las marcas de carrera para yardas terrestres (16,726) y anotaciones terrestres (110). MVP de la NFL en 1977. |      |
| Jim Finks              | general mánager                 | 1995  | 0       | 1974-83                   | George Halas entregó el control del personal fuera de la familia Halas por primera vez, y valió la pena. Finks seleccionó a Walter Payton en 1975, Dan Hampton en 1979 y Jim McMahon en 1982, y supervisó el excelente draft de 1983 que produjo siete titulares del Super Bowl XX, entre ellos Jim Covert, Willie Gault y Richard Dent. Renunció en agosto de 1983. |      |
| Mike Singletary        | linebacker                      | 1998  | 7       | 1981-92                   | Venerable capitán de las grandes defensas de los Bears de la década de 1980 bajo Buddy Ryan y Vince Tobin. Dos veces jugador defensivo de la NFL del año (1985, 1988). Jugó en 172 de 174 partidos en su carrera. Primero o segundo en tackles de 1982 a 199. |      |
| Dan Hampton            | defensive lineman               | 2002  | 1       | 1979-90                   | Cazamariscales irreprimible jugó con 10 operaciones de rodilla para clasificarse tercero en la lista de capturas (Sacks) de los Bears con 82. Jugador Defensivo del Año de la NFL en 1982 por las asociación Pro Football Writers of America. Bloqueado siete patadas. Tuvo dos capturas de quarterback y un balón suelto recuperado en el Super Bowl XX. |      |
| Richard Dent           | defensive end                   | 2011  | 4       | 1983-93, 95               | Una selección de octava ronda del estado de Tennessee, Dent erá el número tres en la lista de todos los tiempos con 137½ cuando se retiró en 1995. Dent tuvo 10 o más capturas ocho veces en un período de 10 años desde 1984 hasta 1993 (y 8½ y 9 capturas los otros dos años). Tuvo 17½ capturas en 1984, 17 en 1985. Fue el MVP del Super Bowl XX. |      |
| Brian Urlacher         | linebacker                      | 2018  | 5       | 2000-12                   | Con una rara combinación de tamaño, velocidad e instinto, Urlacher se convirtió en un tackleador y creador de juegos dominante. Novato defensivo del año en 2000. Jugador defensivo del año en 2003. Tuvo 22 intercepciones, 11 balones sueltos forzados y 15 balones sueltos recuperados. Anotó cuatro anotaciones, incluyendo un retorno de 90 yardas y un retorno de intercepción de 85 yardas. |      |

## Organigrama deportivo

### Números retirados
| Números retirados por los Chicago Bears |                 |           |                      |                        |
| N.º                                     | Jugador         | Puesto    | Periodo              | Fecha                  |
| 3                                       | Bronko Nagurski | FB, LB, T | 1930-1937, 1943      |                        |
| 5                                       | George McAfee   | RB, DB    | 1940–1941, 1945-1950 |                        |
| 7                                       | George Halas    | E         | 1920–1929            |                        |
| 28                                      | Willie Galimore | RB        | 1957–1963            |                        |
| 34                                      | Walter Payton   | RB        | 1975-1987            |                        |
| 40                                      | Gale Sayers     | RB        | 1965-1971            | 31 de octubre de 1994  |
| 41                                      | Brian Piccolo   | RB, FB    | 1965–1969            |                        |
| 42                                      | Sid Luckman     | QB, DB, P | 1939-1950            |                        |
| 51                                      | Dick Butkus     | LB        | 1965–1973            | 31 de octubre de 1994  |
| 56                                      | Bill Hewitt     | DE        | 1932–1936            |                        |
| 61                                      | Bill George     | LB        | 1952-1965            |                        |
| 66                                      | Clyde Turner    | C, LB     | 1940–52              |                        |
| 77                                      | Harold Grange   | RB, DB    | 1925, 1929–1934      |                        |
| 89                                      | Mike Ditka      | TE        | 1961–1966            | 9 de diciembre de 2013 |

### Miembros del Salón de la Fama del Fútbol Americano Profesional
| Miembros de los Chicago Bears en el Salón de la Fama del Football Profesional | Miembros de los Chicago Bears en el Salón de la Fama del Football Profesional | Miembros de los Chicago Bears en el Salón de la Fama del Football Profesional | Miembros de los Chicago Bears en el Salón de la Fama del Football Profesional | Miembros de los Chicago Bears en el Salón de la Fama del Football Profesional |
| N.º                                                                           | Nombre                                                                        | Puesto                                                                        | Periodo                                                                       | Año                                                                           |
| ----------------------------------------------------------------------------- | ----------------------------------------------------------------------------- | ----------------------------------------------------------------------------- | ----------------------------------------------------------------------------- | ----------------------------------------------------------------------------- |
| 7                                                                             | George Halas                                                                  | TE, DE, HC                                                                    | 1920-1983                                                                     | 1963                                                                          |
| 3                                                                             | Bronko Nagurski                                                               | HB, OT, LB                                                                    | 1930-1937, 1943                                                               | 1963                                                                          |
| 77                                                                            | Red Grange                                                                    | HB, CB                                                                        | 1925, 1929-1934                                                               | 1963                                                                          |
| 16                                                                            | Ed Healey                                                                     | OT, DT                                                                        | 1922-1927                                                                     | 1964                                                                          |
| 11                                                                            | Link Layman                                                                   | OT, DT                                                                        | 1926-1928, 1930-1931, 1933-1934                                               | 1964                                                                          |
| 13                                                                            | George Trafton                                                                | C, DT                                                                         | 1920-1921, 1923-1932                                                          | 1964                                                                          |
| 1                                                                             | Paddy Driscoll                                                                | QB, DB, K, HC                                                                 | 1926-1929                                                                     | 1965                                                                          |
| 42                                                                            | Sid Luckman                                                                   | QB, CB                                                                        | 1939-1950                                                                     | 1965                                                                          |
| 21                                                                            | Dan Fortmann                                                                  | OG, DT                                                                        | 1936-1943                                                                     | 1965                                                                          |
| 66                                                                            | Bulldog Turner                                                                | C, DT                                                                         | 1940-1952                                                                     | 1966                                                                          |
| 5                                                                             | George McAfee                                                                 | HB, DB                                                                        | 1940-1941, 1945-1950                                                          | 1966                                                                          |